# Afacerea Dreyfus

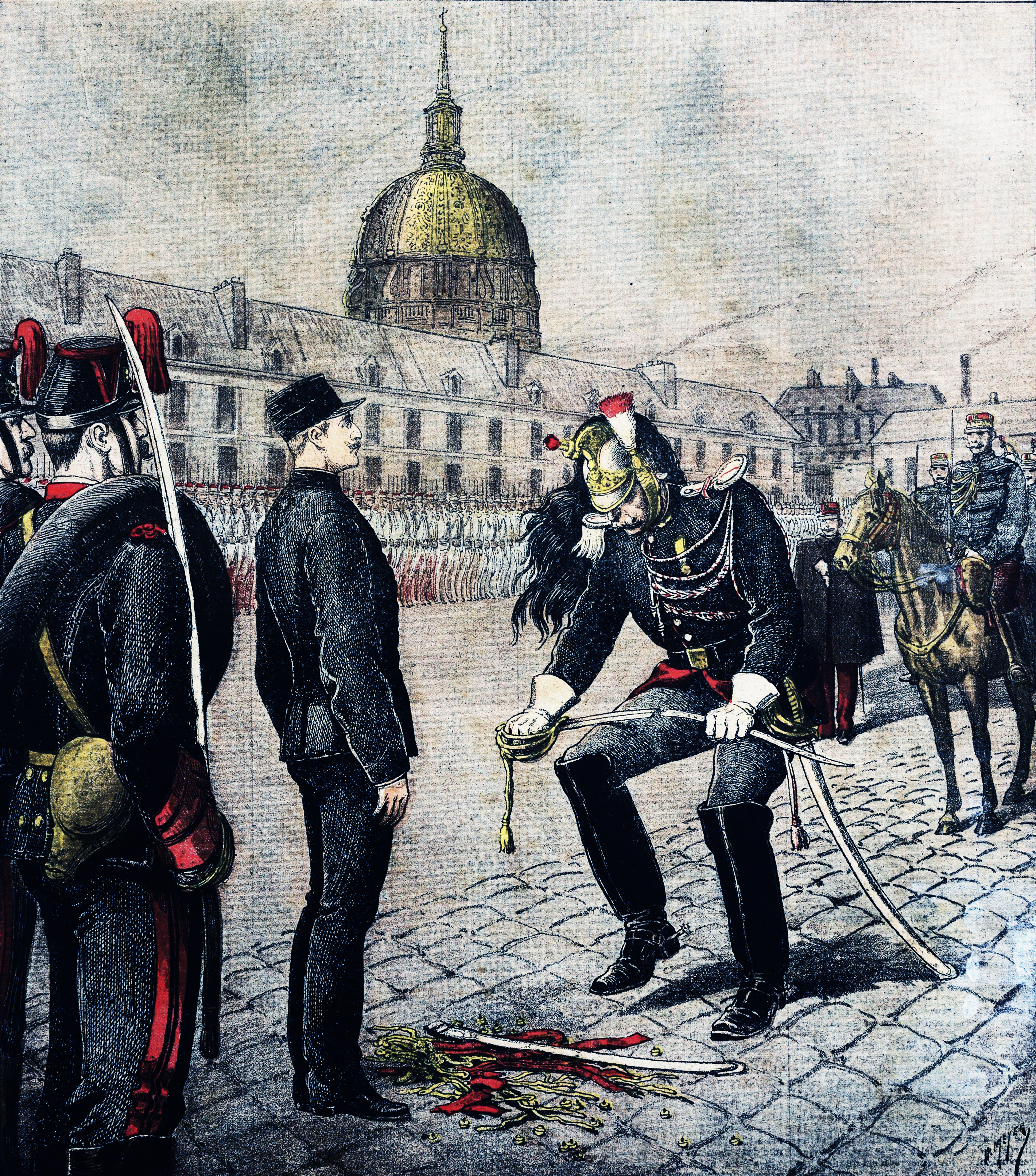
Degradarea lui Alfred Dreyfus, la 5 ianuarie 1895. Desen de Henri Meyer pe coperta Le Petit Journal din 13 ianuarie 1895, cu descrierea «Trădătorul».

Afacerea Dreyfus a fost un conflict social și politic major din timpul celei de a Treia Republici franceze, izbucnit la sfârșitul secolului al XIX-lea, în jurul acuzației de trădare îndreptate împotriva căpitanului Alfred Dreyfus, francez de origine alsaciană și de confesiune mozaică, care într-un final a fost exonerat. Ea a bulversat societatea franceză vreme de doisprezece ani, din 1894 până în 1906, divizând-o profund și de durată în tabere opuse: „dreyfusarzii”, partizani ai nevinovăției lui Dreyfus, și „antidreyfusarzii”, partizani ai vinovăției lui.
Condamnarea la sfârșitul lui 1894 a căpitanului Dreyfus – pentru o pretinsă transmitere de documente secrete Imperiului German – a fost o eroare judiciară pe fondul spionajului și al antisemitismului, într-un context social deosebit de propice antisemitismului, și urii împotriva Imperiului German, în urma anexării Alsaciei și a unei părți din Lorena⁠(fr)[traduceți] în 1871. Afacerea a avut la început un ecou limitat, până când în 1898 adevăratul vinovat a fost achitat și Émile Zola a publicat celebra pledoarie dreyfusardă, J'accuse…!, provocând o serie de crize politice și sociale unice în Franța. La apogeul său, în 1899, afacerea a dezvăluit clivajele Franței celei de a Treia Republici, în care opoziția dintre tabăra dreyfusarzilor și cea a  anti-dreyfusarzilor a suscitat polemici foarte violente naționaliste și antisemite, difuzate de o presă scrisă influentă. Ea s-a încheiat cu adevărat abia în 1906, printr-o decizie a Curții de Casație⁠(fr)[traduceți] care l-a exonerat și l-a reabilitat definitiv pe Dreyfus.
Această afacere este adesea considerată simbolul modern și universal al nedreptății în numele interesului Statului, și rămâne unul dintre cele mai marcante exemple de eroare judiciară reparată cu dificultate, cu un rol major jucat de presă și de opinia publică.

## Afacerea Dreyfus, pe scurt

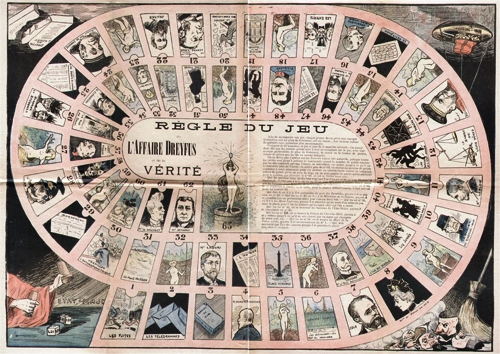
Jocul Gâștei, pe tema afacerii Dreyfus

La sfârșitul anului 1894, căpitanul Alfred Dreyfus din armata franceză, absolvent al École polytechnique, evreu de origine alsaciană, acuzat de transmiterea de documente secrete Germaniei, a fost condamnat la muncă silnică pe viață pentru trădare și deportat în Insula Diavolului. La acea dată, în rândul clasei politice franceze, opinia era unanim  defavorabilă lui Dreyfus.
Convinsă de incoerența condamnării, familia căpitanului, în frunte cu fratele lui, Mathieu⁠(fr)[traduceți], a încercat să-i demonstreze nevinovăția, angajându-l în acest scop pe ziaristul Bernard Lazare. În paralel, colonelul Georges Picquart⁠(fr)[traduceți], șeful contraspionajului, constata în martie 1896 că adevăratul trădător era de fapt maiorul Ferdinand Walsin Esterházy⁠(fr)[traduceți]. Cu toate acestea, Statul Major a refuzat să revină asupra deciziei și l-a transferat pe Picquart în Africa de Nord.
Cu scopul de a atrage atenția asupra fragilității probelor contra lui Dreyfus, familia acestuia l-a contactat în iulie 1897 pe respectatul vicepreședinte al Senatului, Auguste Scheurer-Kestner⁠(fr)[traduceți], care după trei luni a anunțat că este convins de nevinovăția lui Dreyfus și care l-a convins în acest sens pe Georges Clemenceau, fost deputat și acum simplu jurnalist. În aceeași lună, Mathieu Dreyfus a depus plângere la Ministerul de Război împotriva lui Walsin Esterházy. Pe măsură ce se lărgea cercul dreyfusarzilor, în ianuarie 1898 două evenimente aproape simultane au dat afacerii o dimensiune națională: Esterházy a fost achitat, în aclamațiile conservatorilor și naționaliștilor; și Émile Zola a publicat „J'accuse…!”, pledoarie dreyfusardă care a antrenat ralierea a numeroși intelectuali la cauza lui. S-a declanșat un proces de sciziune a societății franceze, proces prelungit până la sfârșitul secolului. Au izbucnit revolte antisemite în peste douăzeci de orașe franceze. La Alger ele s-au soldat cu mai mulți morți. Republica a intrat în agitație, unii au văzut-o chiar în pericol, ceea ce a dus către încheierea afacerii Dreyfus pentru a restabili calmul.
În ciuda intrigilor țesute de armată în scopul mușamalizării afacerii, hotărârea inițială de condamnare a lui Dreyfus a fost casată de Curtea de Casație în urma unei anchete minuțioase, și a avut loc o nouă curte marțială la Rennes în 1899. Dreyfus a fost din nou condamnat, la zece ani de detenție, cu circumstanțe atenuante, iar el a acceptat grațierea prezidențială, acordată de președintele Émile Loubet. Abia în 1906, a fost oficial stabilită nevinovăția sa în urma unei hotărâri definitive a Curții de Casație. Reabilitat, căpitanul Dreyfus a fost reintegrat în armată cu grad de maior și a participat la Primul Război Mondial. A murit în 1935.
Consecințele acestei afaceri sunt nenumărate și ating toate aspectele vieții publice franceze: cel politic (a consacrat triumful celei de a Treia Republici, al cărei mit fondator a devenit dar și reînnoind naționalismul), militar, religios (a încetinit reforma catolicismului francez, ca și integrarea republicană a catolicilor), social, juridic, mediatic, diplomatic și cultural (cu această ocazie, s-a conturat noțiunea de intelectual). Afacerea a avut și un impact internațional asupra mișcării sioniste în raport cu unul dintre părinții săi fondatori: Theodor Herzl, și prin sentimentele create de manifestațiile antisemite în sânul comunităților evreiești din Europa centrală și occidentală.

## Contextele afacerii Dreyfus

### Contextul politic
În 1894, a Treia Republică Franceză avea douăzeci și patru de ani. Regimul politic din Franța tocmai trecuse prin trei crize (boulangismul în 1889,  scandalul Panama în 1892, și amenințarea anarhistă, redusă de „Legile scelerate⁠(fr)[traduceți]” din iulie 1894) care nu au făcut decât să o întărească. Alegerile din 1893, centrate pe „chestiunea socială”, au consacrat victoria republicanilor (cu mai puțin decât jumătate din mandate) în fața dreptei conservatoare, dar și creșterea radicalilor (circa 150 de locuri) și a socialiștilor (circa 50 de locuri).
Opoziția radicalilor și socialiștilor a împins la guvernare forțele de centru, de unde și unele alegeri politice orientate către protecționismul economic, o anumită indiferență față de chestiunea socială, dorința de a rupe izolarea internațională prin alianța cu Rusia și dezvoltarea Imperiului. Această politică de centru a provocat instabilitate ministerială, anumiți republicani din guvern alăturându-se uneori radicalilor sau anumiți orléaniști asociindu-se legitimiștilor, și între 1893 și 1896 s-au succedat cinci guverne. Această instabilitate guvernamentală a fost dublată de una prezidențială: președintele Sadi Carnot a fost asasinat la 24 iunie 1894, și i-a urmat în funcție moderatul Jean Casimir-Perier⁠(fr)[traduceți] care a demisionat la 15 ianuarie 1895 și a fost înlocuit de Félix Faure.
În urma eșecului guvernului radical al lui Léon Bourgeois⁠(fr)[traduceți] în 1896, președintele l-a nominalizat pe Jules Méline⁠(fr)[traduceți], adeptul protecționismului sub Ferry. Guvernul său a luat act de opoziția din stânga și de anumiți republicani (în special Uniunea Progresistă⁠(fr)[traduceți]) și a încercat să obțină mereu sprijinul dreptei. Foarte stabil, el a încercat să reducă tensiunile religioase (reducând lupta anticlericală), sociale (votând legea privind responsabilitatea asupra accidentelor de muncă) și economice (menținerea protecționismului) ducând o politică destul de conservatoare. Sub acest guvern stabil a izbucnit cu adevărat afacerea Dreyfus.

### Contextul militar

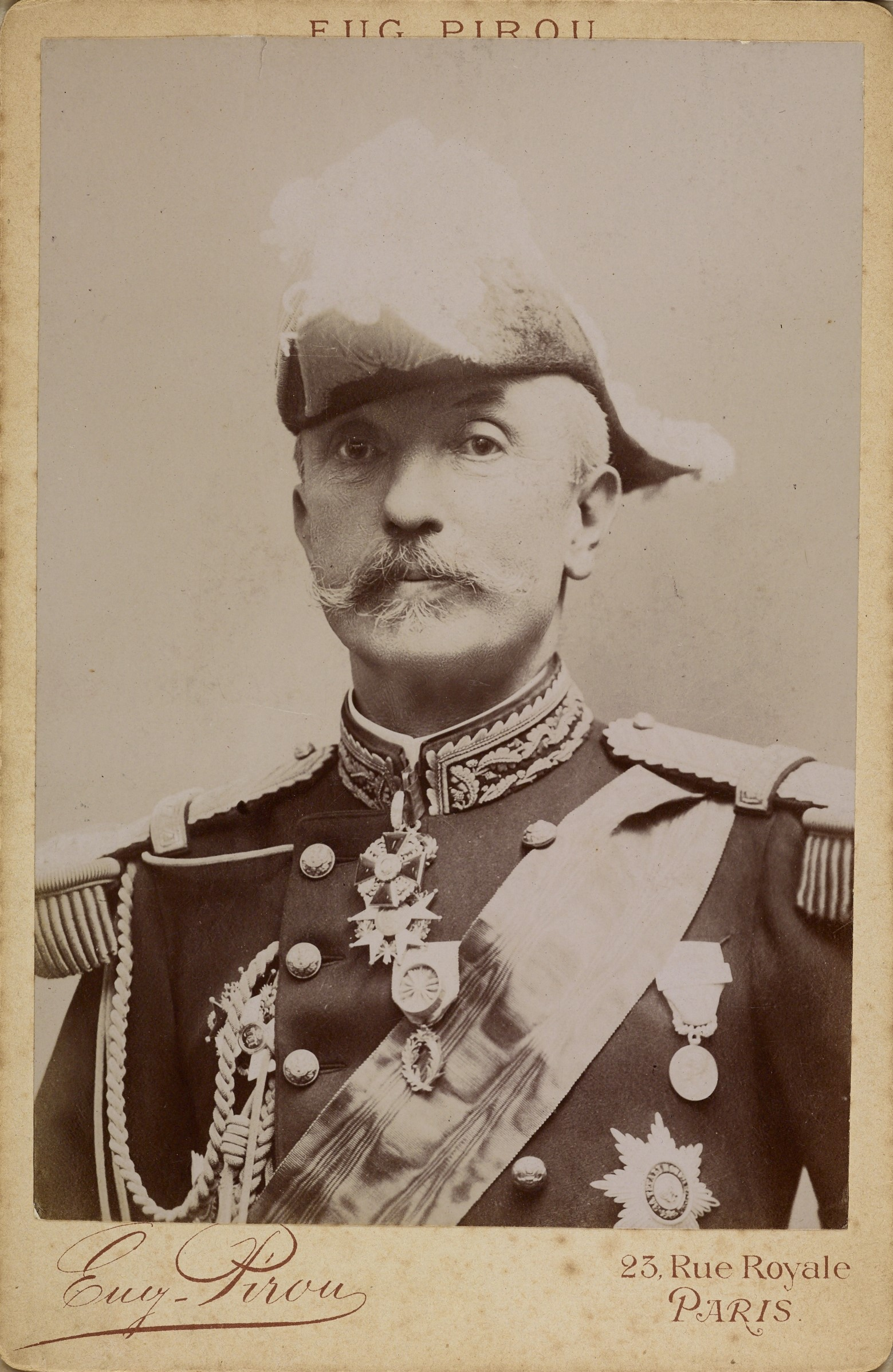
fr, artizan al alianței militare cu Rusia

Afacerea Dreyfus s-a plasat în contextul anexării Alsaciei și Lorenei, rapt (furt) teritorial ce a alimentat naționalismul francez extremist.
Traumatizanta înfrângere din 1870 părea îndepărtată, dar spiritul revanșard era încă prezent.
Numeroși actori ai afacerii Dreyfus au fost, de altfel, alsacieni.
Militarii au avut nevoie de mijloace considerabile pentru a pregăti următorul conflict, și în acest sens a fost semnată, pe baza unei convenții militare, alianța franco-rusă la 27 august 1892, alianță pe care unii o considerau a fi „contra naturii”.
Armata și-a revenit din înfrângere, dar a rămas nereformată, stafful de ofițeri superiori fiind compus în continuare în principal din vechi cadre de origine socială aristocratică, cu opțiuni politice monarhiste.
Cultul drapelului și disprețul față de republica parlamentară erau două principii esențiale în cadrul armatei din epocă. Republica își sărbătorea regulat armata, armata ignora Republica.
Dar începând cu circa zece ani în urmă, armata a cunoscut și ea o mutație importantă, în dublul scop al democratizării și modernizării ei.
Așa-numiții „politehniști”, absolvenți de École polytechnique, au primit dreptul de a concura pe posturile din armată cu ofițerii produși de vechile școli regale de ofițeri de la Saint-Cyr, și o făceau cu succes, ceea ce a produs disensiuni, amărăciune și gelozie în rândul subofițerilor care se așteptau la promovări la discreție.
Perioada a fost marcată și de o cursă a înarmărilor care a implicat în principal artileria, cu perfecționări în domeniul artileriei grele (obuziere de 120 scurte⁠(fr)[traduceți] și de 155 scurte, modelele 1890 Baquet, cu noi frânde hidropneumatice), dar și mai ales, prin punerea la punct a ultrasecretului tun de 75.
Este importantă în acest moment și funcționarea contraspionajului militar, alias „Secțiunea de Statistici”. Colectarea de informații, activitate organizată și utilă în războiul secret, era o noutate la sfârșitul secolului al XIX-lea. Secțiunea de Statistici a fost înființată în 1871 dar nu număra decât câțiva ofițeri și civili. În 1894, șeful ei era locotenent-colonelul Jean Sandherr, saint-cyrian, alsacian din Mulhouse, antisemit convins. Misiunea sa militară era clară: obținerea de informații despre potențialii dușmani ai Franței, și intoxicarea cu informații false. Secțiunea de Statistici era susținută de „Afacerile rezervate” de la Quai d'Orsay, Ministerul Afacerilor Externe, animat de un tânăr diplomat, Maurice Paléologue. Cursa înarmărilor a adus o atmosfieră de „spionită acută” în rândul contraspionajului francez începând cu 1890. Una dintre misiunile Secțiunii consta în spionarea ambasadei Germaniei din rue de Lille, Paris, în scopul de a dejuca orice tentativă de transmitere de informații importante acestui adversar. Mai multe afaceri de spionaj ajunseseră deja în ochii unei prese avide de scandal care a relatat povești în care se combina misterul cu sordidul. În 1890, arhivistul Boutonnet a fost condamnat pentru vinderea planurilor obuzului cu melinită. Atașatul militar german la Paris era în 1894 contele Maximilien von Schwartzkoppen, care a dezvoltat o politică de infiltrări care părea să-și fi dovedit eficacitatea.
De la începutul lui 1894, Secțiunea de Statistici ancheta un trafic de planuri directoare ce priveau Nisa și Meuse, trimise de un agent pe care germanii și italienii îl porecliseră Dubois. Aceasta a stat la originea afacerii Dreyfus.

### Contextul social
Contextul social era marcat de creșterea naționalismului și antisemitismului.
Această creștere a antisemitismului, foarte virulent de la publicarea lucrării La France juive a lui Édouard Drumont în 1886 (vândută în 150.000 de exemplare în primul an), mergea mână în mână cu o creștere a clericalismului⁠(fr)[traduceți]. Tensiunile erau puternice în toate straturile societății, răspândite fiind de o presă influentă și practic liberă să publice orice fel de informație, fie ea injurioasă sau defăimătoare. Riscurile juridice erau limitate dacă ținta era o persoană privată.
Antisemitismul nu a ferit instituția armatei, care practica discriminări oculte, chiar și în cazul concursurilor, prin celebra cote d'amour, o notare nerațională, pe criterii netransparente și lăsată la latitudinea examinatorului, notă din cauza căreia Dreyfus a picat admiterea la școala de aplicație de la Bourges. Mărturie puternicilor tensiuni din epocă stătea moda duelului, cu sabia sau cu pistolul, care se solda adesea cu moartea unuia dintre dueliști. Ofițeri evrei, atacați de o serie de articole de presă din La Libre Parole⁠(fr)[traduceți], în care erau acuzați de „trădare din naștere”, i-au provocat la duel pe redactorii acestei publicații, de exemplu căpitanul Crémieu-Foa, evreu alsacian și politehnist care s-a luptat fără rezultat contra lui Drumont, și apoi cu M. de Lamase, autorul articolelor. Dar căpitanul Mayer, un alt ofițer evreu, a fost ucis de marchizul de Morès⁠(fr)[traduceți], prieten cu Drumont, într-un alt duel, deces care a declanșat emoții considerabile chiar și în afara cercurilor evreiești.
Ura față de evrei era publică, violentă, alimentată de un discurs ce diaboliza prezența evreiască în Franța, comunitate de cel mult 80.000 de persoane în 1895 (dintre care 40.000 la Paris), și 45.000 în Algeria. Lansarea La Libre Parole, a cărui difuzare era estimată la 200.000 de exemplare în 1892, i-a permis lui Drumont să-și lărgească și mai mult audiența în rândurile unor cititori mai de rând, deja tentați în trecut de aventura boulangistă. Antisemitismul difuzat de La Libre Parole, dar și de L'Éclair, Le Petit Journal⁠(fr)[traduceți], La Patrie, L'Intransigeant, La Croix care a dezvoltat un antisemitism prezent în anumite medii catolice, atingea culmile.

## Originile afacerii și procesul din 1894

### La origine: faptele de spionaj

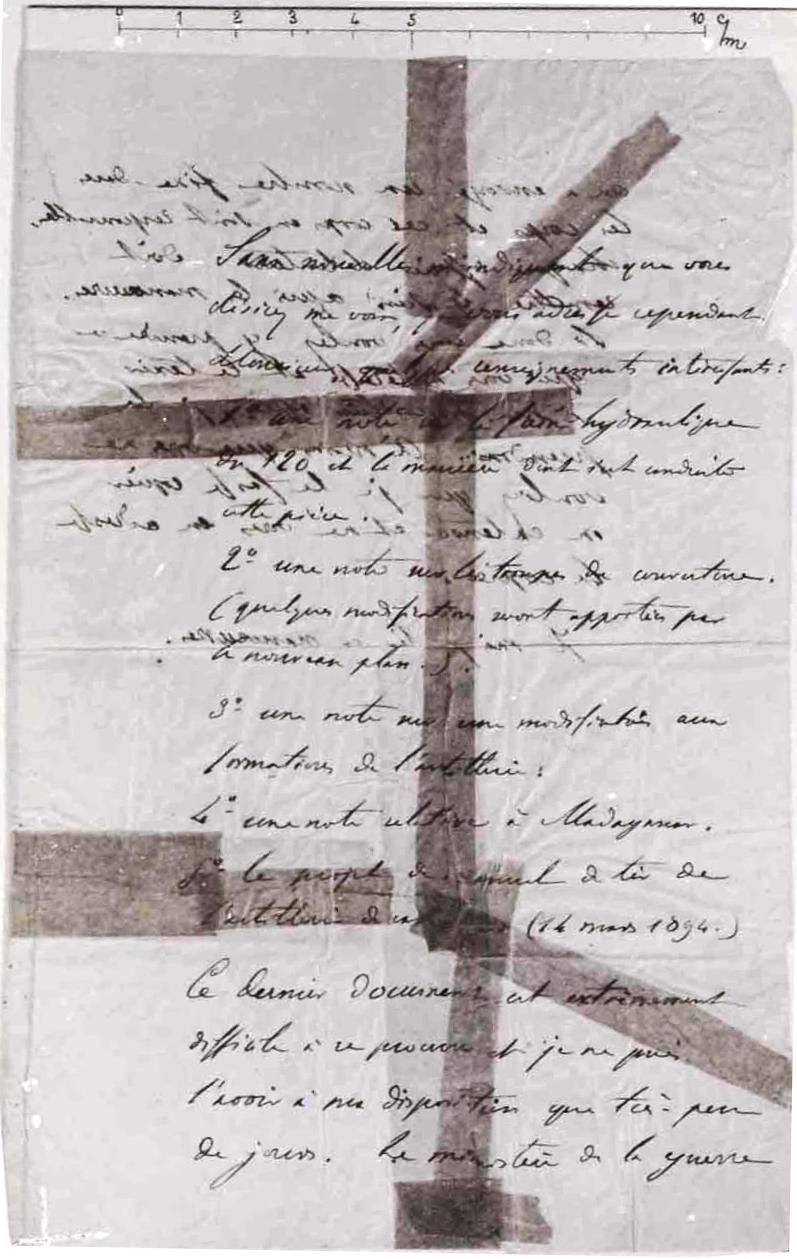
Fotografie a borderoului datat 13 octombrie 1894. Originalul a dispărut între 1900 și 1940.

Originea afacerii Dreyfus, deși cu totul lămurită începând cu anii 1960, a suscitat numeroase controverse timp de aproape un secol. Este vorba de o afacere de spionaj ale cărei intenții au rămas obscure până în ziua de astăzi. Numeroși istorici de marcă au exprimat diverse ipoteze distincte în ce privește chestiunea, dar toate ajung la o singură concluzie: Dreyfus era nevinovat.

#### Descoperirea borderoului
Personalul Serviciului de Informații militare (în franceză Service de Renseignements militaire — SR) au afirmat în mod constant că în septembrie 1894, „calea obișnuită” a adus contraspionajului francez o scrisoare denumită în cele ce urmează „borderoul”. Aceasta, ruptă parțial în șase bucăți mari, scrisă pe hârtie subțire, nesemnată și nedatată, era adresată atașatului militar german postat la ambasada Germaniei, Max von Schwartzkoppen. Ea stabilea că documente militare confidențiale, dar de importanță relativă, erau pe punctul de a fi transmise unei puteri străine.

#### Căutarea autorului borderoului

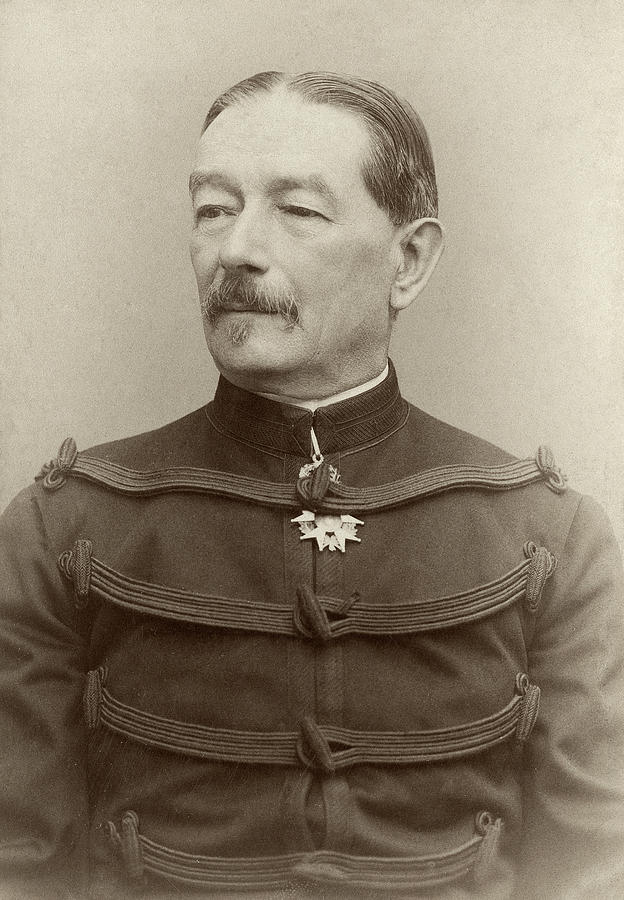
Generalul Auguste Mercier, ministrul de război din 1894

Această captură a părut destul de importantă pentru șeful „Secțiunii de Statistici”, mulhousianul Jean Sandherr, l-a informat pe ministrul de război, generalul Auguste Mercier⁠(fr)[traduceți]. SR bănuia de altfel că există scurgeri de date încă de la începutul lui 1894, și le căuta autorul. Ministrul, atacat violent în presa care-l considera incompetent, se pare că dorea să profite de această afacere pentru a-și reface imaginea publică. El a comandat imediat două anchete secrete, una administrativă și alta judiciară. Pentru a-l găsi pe vinovat, raționamentul era unul simplist: cercul de suspecți a fost restrâns arbitrar la un singur suspect sau fost colaborator al statului major, neapărat artilerist, în urma indicațiilor căpitanului, unicul artilerist de la Secțiunea de Statistici, întrucât trei documente transmise priveau artileria cu rază mică și cu rază mare de acțiune, și ofițer stagiar: întrucât documentele puteau proveni de la birourile I, II, III sau IV, un stagiar părea singurul care ar fi putut dispune de o asemenea gamă variată de documente, deoarece stagiarii treceau de la un birou la altul pentru a-și definitiva formarea. Acest raționament al locotenent-colonelului d'Aboville⁠(fr)[traduceți] avea să se dovedească a fi fals.
A fost identificat vinovatul ideal: căpitanul Alfred Dreyfus, politehnist și artilerist, de confesiune israelită și de origine alsaciană, provenit din meritocrația republicană. La începutul afacerii, s-a insistat mai mult pe originile alsaciene ale lui Dreyfus decât pe apartenența sa religioasă. Acestea nu erau însă deloc excepționale, întrucât ofițerii originari din estul Franței erau avantajați în carieră de cunoașterea limbii germane și a culturii germanice. Dar antisemitismul, care nu domina doar birourile statului major, a devenit rapid centrul anchetei, umplând golurile unei anchete preliminare incredibil de sumare. Cu atât mai mult cu cât Dreyfus era în acel moment unicul ofițer evreu admis recent de statul major general.
Într-adevăr, legenda despre caracterul rece și retras, chiar arogant al său, și despre „curiozitatea” sa, au jucat puternic împotriva lui. Aceste trăsături de caracter, unele false, altele reale, au dat credibilitate tuturor acuzațiilor, transformând cele mai obișnuite acțiuni ale sale în contextul vieții cotidiene din minister, în fapte de spionaj. Acest început al anchetei a dus la o propagare a erorilor, care la rândul lor au condus la minciuna de stat. Aceasta în cursul unei afaceri în care iraționalul a depășit pozitivismul totuși în vogă la acea vreme:
„Încă din acest prim ceas apare fenomenul care va domina întreaga afacere. Nu faptele controlate, lucrurile atent examinate formează convingerea vinovăției; ci convingerea suverană, irezistibilă, este cea care deformează faptele și lucrurile.”—Joseph Reinach

#### Expertizele grafologice

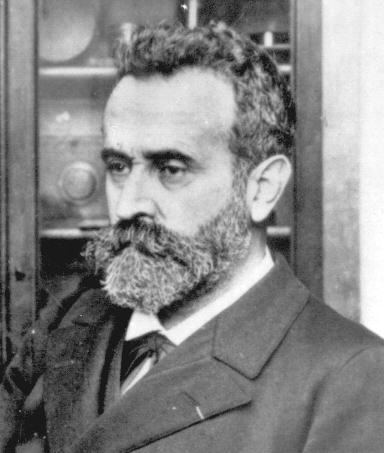
fr nu era un expert grafolog, dar a inventat teoria „autofalsificării”

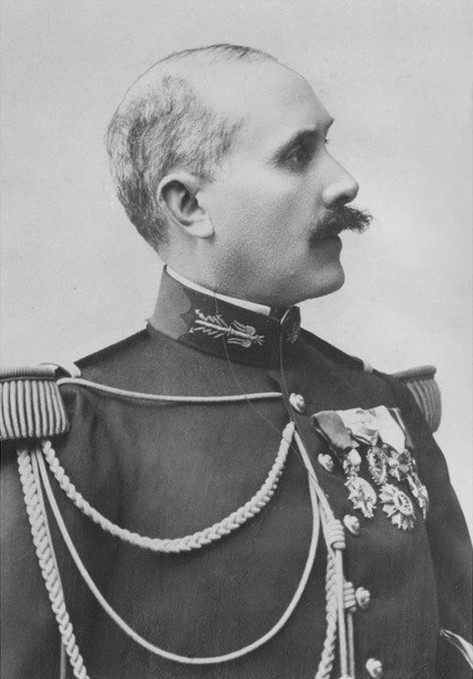
Maiorul fr, șeful anchetei, a procedat la arestarea căpitanului Dreyfus

Pentru a-l confrunta pe Dreyfus, s-a comparat scrisul de pe borderou cu cel al căpitanului. Nimeni nu era competent în materie de analiză grafologică la statul major. Intră acum în scenă maiorul du Paty de Clam⁠(fr)[traduceți], om original care se mândrea cu expertiza în grafologie. Pus în fața scrisorilor lui Dreyfus și a borderoului la 5 octombrie, du Paty trage pe loc concluzia că scrisul este același. După încă o zi de muncă, el dă asigurări într-un raport că, în ciuda unor deosebiri, asemănările sunt suficiente pentru a justifica o anchetă. Dreyfus devine astfel pentru statul major „autor probabil” al borderoului.
Văzându-se cu un vinovat în mână, generalul Mercier exagerează importanța afacerii, care capătă statut de chestiune de stat în săptămâna dinaintea arestării lui Dreyfus. Într-adevăr, ministrul consultă și informează toate autoritățile statului. În ciuda recomandărilor de a fi prudent și a obiecțiilor exprimate cu curaj de către Gabriel Hanotaux⁠(fr)[traduceți] în cadrul unui mic sfat între miniștri, el hotărăște să continue. Du Paty de Clam este numit ofițer al poliției judiciare însărcinat cu o anchetă oficială.
În acest timp, sunt dezvăluite în paralel și alte informații, unele despre personalitatea lui Dreyfus, altele constând în asigurarea identității între cele două scrisuri. Expertul Gobert nu este convins, găsește numeroase diferențe de scris și afirmă chiar că „natura scrisului din borderou exclude falsificarea grafică”. Dezamăgit, Mercier apelează acum la Alphonse Bertillon⁠(fr)[traduceți], inventator al antropometriei judiciare, dar deloc expert grafolog. El nu este mai ferm decât Gobert, neexcluzând o copiere a scrisului lui Dreyfus. Ulterior însă, sub presiunea militarilor, el a afirmat că Dreyfus și-a schimbat scrisul și a dezvoltat o ipoteză a „autofalsificării”.

#### Arestarea
La 13 octombrie, fără a avea vreo probă tangibilă și cu dosarul gol, generalul Mercier a cerut convocarea căpitanului Dreyfus pentru o inspecție generală, în „ținută burgheză”, adică în civil. Obiectivul statului major era de a dobândi dovada perfectă în dreptul francez: mărturisirea. Acesta urma să fie obținut prin efectul surprizei, punându-l pe presupusul vinovat să scrie o scrisoare inspirată din borderou după dictare.
La 15 octombrie 1894 dimineața, căpitanului Dreyfus i s-a administrat acest test, dar nu a mărturisit nimic. Du Paty a încercat chiar să-i sugereze să se sinucidă, punând un revolver în fața lui Dreyfus, dar acuzatul a refuzat să facă aceasta, afirmând că „dorește să trăiască pentru a-și demonstra nevinovăția”. Speranțele militarilor au fost deșarte. Du Paty de Clam l-a arestat, totuși, pe căpitan și l-a acuzat de furnizare de informații inamicului, în vederea judecării în fața unei curți marțiale. Dreyfus a fost încarcerat la închisoarea Cherche-Midi⁠(fr)[traduceți] din Paris.

### Anchetarea și prima curte marțială
Doamna Dreyfus a fost informată de arestarea soțului ei în aceeași zi, printr-o percheziție a apartamentului tânărului cuplu. Ea a fost terorizată de către du Paty care i-a ordonat să păstreze secretul arestatării soțului ei, spunându-i: „un cuvânt, un singur cuvânt și izbucnește războiul în Europa!” Complet ilegal, Dreyfus a fost închis în secret, iar Du Paty l-a interogat zi și noapte pentru a obține mărturisiri, ceea ce nu a reușit. Căpitanul a fost susținut moral de primul dreyfusard: maiorul Forzinetti, administrator al închisorilor militare din Paris.
La 29 octombrie, afacerea a fost dezvăluită de ziarul antisemit al lui Édouard Drumont, La Libre Parole⁠(fr)[traduceți], într-un articol ce marchează începutul unei campanii foarte violente de presă de până la proces. Acest eveniment pune afacerea pe terenul antisemitismului, de pe care nu va mai ieși până la încheierea sa definitivă.
La 1 noiembrie, Mathieu Dreyfus⁠(fr)[traduceți], fratele lui Alfred, chemat de urgență la Paris, a fost pus la curent cu arestarea. El a devenit artizanul dificilei lupte pentru eliberarea fratelui său. Fără să aștepte, el a pornit în căutarea unui avocat și l-a angajat pe eminentul penalist Edgar Demange⁠(fr)[traduceți].

#### Anchetarea
La 3 noiembrie, deși nehotărât, generalul Saussier⁠(fr)[traduceți] a dat ordinul de începere a anchetei. Avea toate puterile de a opri mașinăria, dar nu a făcut-o, poate dintr-o încredere exagerată în justiția militară.
Maiorul Besson d'Ormescheville, raportor pe lângă curtea marțială, a redactat un rechizitoriu în care „elementele morale” ale acuzării (de la bârfe privind manierele lui Dreyfus și pretinsa frecventare de către el a unor „cercuri obscure” până la cunoașterea limbii germane și „memoria sa remarcabilă”) sunt dezvoltate mult mai pe larg decât „elementele materiale”. Acestea din urmă sunt tratate doar în penultimul paragraf, într-o singură frază: „... constau din misiva incriminată, a cărei examinare de către majoritatea experților, dar și de către noi, și de către martorii care au văzut-o, a prezentat, cu excepția unor neasemănări voluntare, o deplină similitudine cu scrisul autentic al căpitanului Dreyfus”. Chiar această lipsă de probe servește acuzării: „este o probă a vinovăției, deoarece Dreyfus a făcut totul să dispară”. Lipsa totală de neutralitate a actului de acuzare l-a făcut apoi pe Émile Zola să-l califice drept „monument de partizanat”.
La 4 decembrie, cu acest dosar, Dreyfus a fost trimis în fața primei curți marțiale. Secretul a fost ridicat și avocatul Demange a reușit pentru prima oară să aibă acces la dosar. După ce a citit dosarul, avocatul a căpătat o deplină încredere în achitarea clientului său. Acuzarea se baza doar pe scrisul dintr-un unic document, borderoul, scris față de care experții se contrazic, și pe câteva mărturii indirecte.

#### Procesul: „cu ușile închise, sau război”

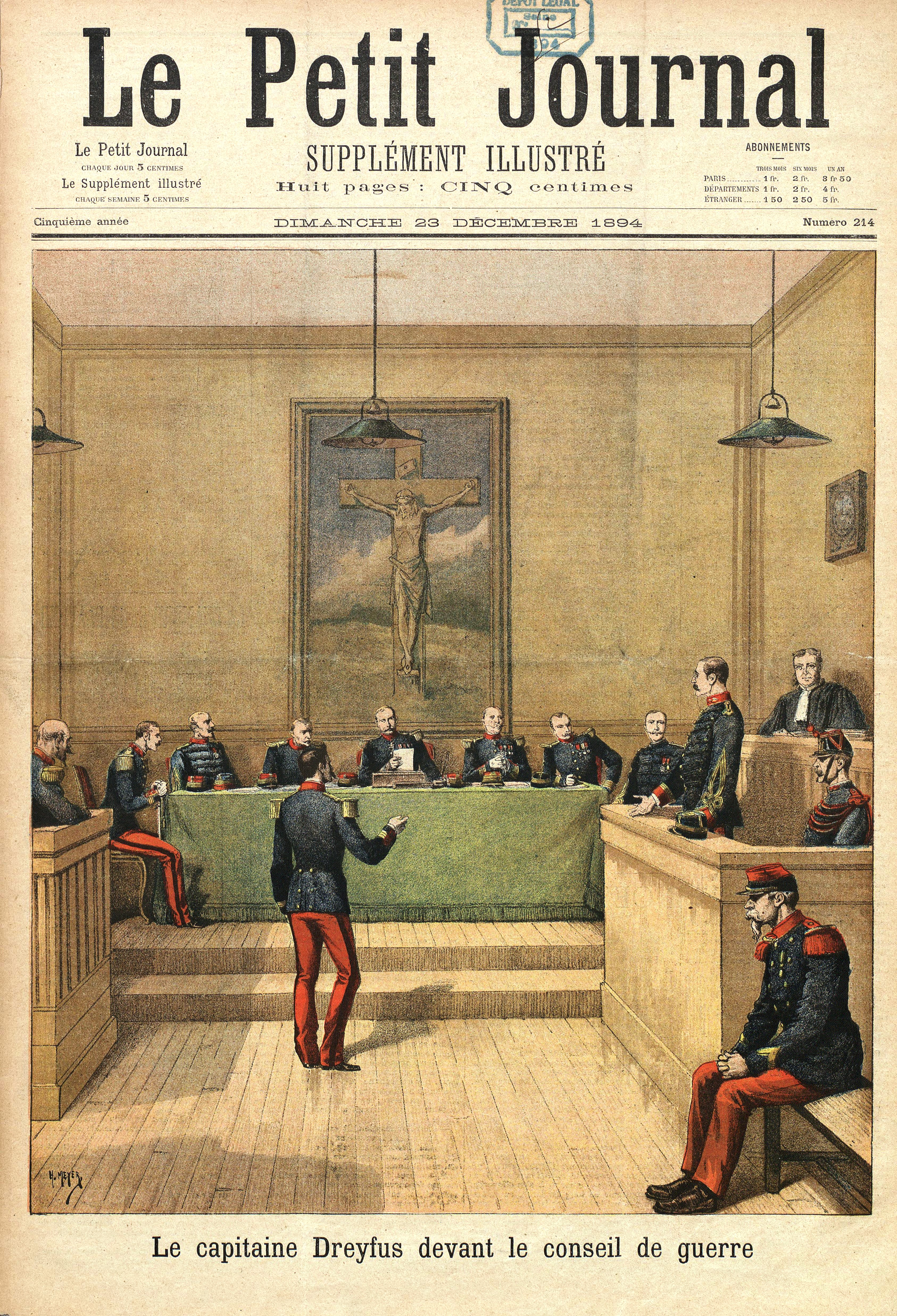
Prima pagină din fr din 23 decembrie 1894

În cele două luni dinaintea procesului, presa s-a dezlănțuit. La Libre Parole, L'Autorité, Le Journal, Le Temps relatează toată viața lui Dreyfus după informațiile furnizate de statul major. Este și ocazia pentru La Libre Parole sau La Croix, de a-și justifica anterioarele campanii împotriva prezenței evreilor în armată, pe tema „v-am spus noi!” Această lungă perioadă a fost mai ales mijlocul statului major de a pregăti opinia publică și de a face presiuni indirecte asupra judecătorilor. Astfel, la 8 noiembrie, generalul Mercier a mers până la a se antepronunța, declarându-l vinovat pe Dreyfus într-un interviu acordat ziarului Figaro. I s-a replicat în 29 noiembrie într-un articol de Arthur Meyer⁠(fr)[traduceți] din Le Gaulois, în care era condamnat rechizitoriul împotriva lui Dreyfus și se punea întrebarea: „ce libertate îi mai rămâne curții marțiale chemate să judece acest caz?”
Disputele la distanță între editorialiști au avut loc în mijlocul unei mari dezbateri pe tema chestiunii ușilor închise. Pentru Ranc și Cassagnac, care reprezentau majoritatea presei, procedurile cu ușile închise erau o manevră josnică ce avea ca scop achitarea lui Dreyfus, „pentru că ministrul este un laș”. Dovada este că „se târăște în fața prusacilor” acceptând să se publice dezavuările ambasadorului Germaniei la Paris. Dar pentru alte ziare, cum ar fi L'Éclair din 13 decembrie, procedura „«cu ușile închise» este necesară pentru a evita un casus belli”, iar pentru Judet în Le Petit Journal du 18, „ușile închise sunt refugiul nostru inexpugnabil împotriva Germaniei” și în La Croix de a doua zi, e nevoie de „ușile cel mai absolut închise”.
Procesul a început la 19 decembrie la orele treisprezece, procedura fiind aproape imediat declarată „cu ușile închise”. Aceasta nu s-a respectat chiar cu totul, întrucât maiorul Picquart⁠(fr)[traduceți] și prefectul Louis Lépine⁠(fr)[traduceți] au fost prezenți la anumite audieri, măsură care totuși a permis militarilor să nu divulge publicului larg conținutul dosarului și de a-i sufoca dezbaterile. Discuțiile de fond asupra borderoului au arătat că ipoteza că Dreyfus ar fi autorul său întâmpină foarte multe contradicții. Pe de altă parte, acuzatul își clama nevinovăția și se apăra punct cu punct. Declarațiile sale erau susținute de vreo zece mărturii. Chestiunea unui mobil pecuniar a fost adusă în dosarul acuzației, dar Dreyfus nu avea nevoie de bani: avea venit de căpitan, completat cu alte venituri personale provenite din moștenirea tatălui său și din zestrea soției lui, care îi făceau veniturile să fie echivalente cu solda unui general comandant de regiune. El nu avea, deci, niciun motiv pecuniar de a trăda. Justificarea prin apartenența la iudaism, singura reținută de presa de dreapta, nu avea sens în fața unui tribunal.
Alphonse Bertillon⁠(fr)[traduceți] a fost prezentat curții ca savant de prim rang. Cu ocazia acestui proces, el a înaintat ipoteza autofalsificării și l-a acuzat pe Dreyfus că și-a modificat propriul scris, explicând diferențele grafice prin folosirea de extrasuri din scrisul fratelui său Mathieu și al soției sale Lucie. Această ipoteză, deși considerată mai târziu nebunească și uluitoare, a părut să aibă un anume efect asupra judecătorilor. Mai mult, maiorul Hubert-Joseph Henry⁠(fr)[traduceți], adjunctul șefului SR și descoperitorul borderoului, a făcut o declarație teatrală în plină audiere. El a afirmat că exista o bănuială de scurgere de informații încă din februarie 1894 în legătură cu o trădare în sânul statului major și că „o persoană onorabilă” îl acuza pe căpitanul Dreyfus. El jură pe onoarea sa că trădătorul este Dreyfus, arătând spre crucifix de pe peretele tribunalului. Dreyfus și-a ieșit din fire și a cerut să fie confruntat cu acuzatorul său anonim, ceea ce statul major a refuzat. Incidentul a avut un efect incontestabil asupra Curții, formată din șapte ofițeri care joacă în același timp rol de judecători și jurați. Cu toate acestea, rezultatul procesului este incert. Convingerea judecătorilor a fost zguduită de atitudinea fermă și de răspunsurile logice ale acuzatului. Ei au ieșit să delibereze. Dar statul major mai avea o carte pe mânecă pentru a înclina definitiv balanța împotriva lui Dreyfus.

#### Transmiterea unui dosar secret către magistrați

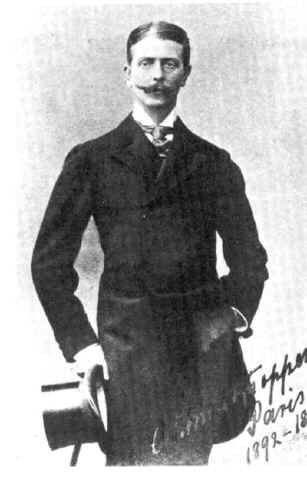
Max von Schwartzkoppen a afirmat mereu că nu-l cunoștea pe Dreyfus

Martorii militari ai procesului au alertat comandamentul privind riscul de achitare. În această eventualitate, Secțiunea de Statistici pregătise un dosar ce conținea, în principiu, patru probe „absolute” ale vinovăției căpitanului Dreyfus, însoțite de o notă explicativă. Conținutul acestui dosar secret este necunoscut până în zilele noastre, întrucât nu s-a păstrat nicio arhivă cu aceste dovezi. Cercetări recente indică existența unei numerotări ce sugerează prezența a circa zece documente. Printre acestea, scrisori cu caracter erotico-homosexual (între altele, scrisoarea Davignon) pun problema metodelor de intoxicare ale Serviciului de Statistici și a obiectului acestei alegeri documentare.
Dosarul secret a fost trimis la începutul deliberărilor, în deplină ilegalitate, președintelui curții marțiale, colonelul Émilien Maurel, din ordinul ministrului de război, generalul Mercier. Într-adevăr, în dreptul militar francez al vremii, toate probele vinovăției trebuie trimise și apărării în scopul de a fi dezbătute în contradictoriu, ceea ce nu era obligatoriu în justiția civilă. Mai târziu, în procesul de la Rennes din 1899, generalul Mercier a explicat că însăși natura dovezilor trimise interzicea divulgarea lor în incinta tribunalului. Acest dosar conținea, în afara unor scrisori fără prea mult interes, dintre care câteva fuseseră fabricate, o probă rămasă celebră sub numele de „canalia de D…”.
Era vorba de o scrisoare a atașatului militar german, Max von Schwartzkoppen adresată atașatului miltar italian Alessandro Panizzardi, interceptată de către SR. Se presupunea că misiva l-ar incrimina definitiv pe Dreyfus, întrucât, conform acuzatorilor lui, ea era desemnată prin inițiala numelui său.
În realitatea, Secțiunea de Statistici știa că scrisoarea nu-i putea fi atribuită lui Dreyfus, și chiar dacă i-a fost atribuită lui, aceasta s-a făcut din intenție criminală. Colonelul Maurel a afirmat la al doilea proces Dreyfus că dovezile secrete nu serviseră la hotărârea luată de judecătorii curții marțiale. Dar el însuși se contrazice, afirmând că a citit un singur document, „ceea ce a fost de ajuns”.

#### Condamnarea, degradarea și deportarea

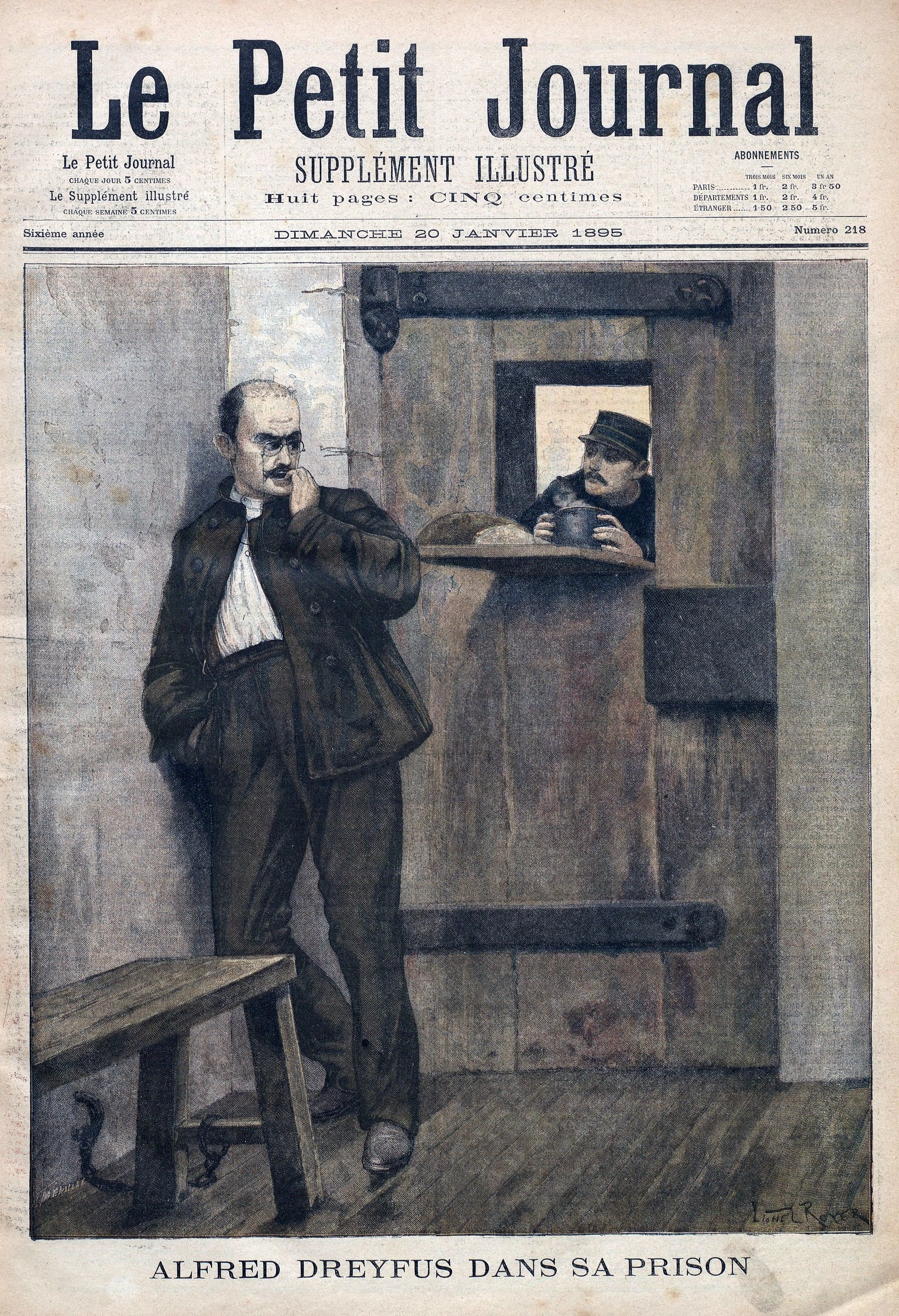
Prima pagină din fr din 20 ianuarie 1895

La 22 decembrie, după mai multe ore de deliberare, s-a dat verdictul. În unanimitate, cei șapte judecători l-au condamnat pe Alfred Dreyfus pentru transmitere de informații în favoarea unei puteri străine la pedeapsa maximă aplicabilă în virtutea articolului 76 din codul penal, deportarea pe viață într-o incintă fortificată, adică la ocnă, însoțită de destituirea din funcție și degradarea militară. Dreyfus nu a fost condamnat la moarte, pedeapsa capitală fiind abolită pentru crime politice încă din 1848.
Pentru autorități, presă și public, cele câteva îndoieli dinaintea procesului s-au disipat; vinovăția era sigură. Și la stânga și la dreapta eșichierului politic, au apărut regrete că se abolise pedeapsa capitală pentru o asemenea crimă. Antisemitismul a atins culmea în presă și s-a manifestat în rândul populației până acum scutite de asemenea sentimente. Jean Jaurès a regretat blândețea pedepsei într-un discurs adresat Camerei, și scria: „un soldat tocmai a fost condamnat la moarte și executat pentru că a aruncat cu un nasture în fața caporalului său. Atunci de ce să-l lăsăm să trăiască pe acest trădător mizerabil?” Clemenceau, în La Justice⁠(fr)[traduceți], făcea o remarcă similară.
La 5 ianuarie 1895, s-a desfășurat ceremonia de degradare în Curtea Morlan a școlii militare din Paris: în ropotul tobelor, Dreyfus a fost însoțit de patru artileriști care l-au pus în fața unui executor judecătoresc care i-a citit sentința. Un adjutant al Gărzii Republicane i-a smuls însemnele, dungile aurite ale treselor, ornamentele de pe mâneci și de pe veston. Martorii au consemnat demnitatea lui Dreyfus, care a continuat să-și susțină nevinovăția ridicând mâinile: „Nevinovat, nevinovat! Trăiască Franța! Trăiască Armata!”. Adjutantul a rupt sabia condamnatului pe genunchi apoi Dreyfus a trecut încet prin fața foștilor săi camarazi. Un eveniment, supranumit „legenda mărturisirilor”, a avut loc înainte de degradare. În trăsura care l-a adus la școala militară, și-ar fi mărturisit trădarea căpitanului Lebrun-Renault⁠(fr)[traduceți]. Se pare că în realitate căpitanul Gărzii Republicane doar s-a lăudat și că Dreyfus nu a făcut nicio mărturisire. Din cauza naturii afacerii, cu legături cu siguranța națională, deținutul a fost pus în secret într-o celulă înaintea transferului. La 17 ianuarie, el a fost transferat la ocna din île de Ré, unde a fost ținut timp de mai mult de o lună. Avea dreptul să-și vadă soția de două ori pe săptămână, într-o sală lungă, fiecare stând într-un capăt, cu directorul închisorii la mijloc.
În ultimul moment, la inițiativa generalului Mercier, a fost transmis guvernului un proiect de lege prin care îles du Salut⁠(fr)[traduceți] din Guyana franceză redeveneau loc de deportare în incintă fortificată, cu scopul special ca Dreyfus să nu fie trimis la Ducos, în Noua Caledonie. Ca urmare, după deportarea adjutantului Lucien Châtelain⁠(fr)[traduceți], condamnat pentru transmitere de informații inamicului în 1888, condițiile de detenție la Ducos erau considerate prea blânde, permițându-i acestuia să încerce să evadeze. Émile Chautemps⁠(fr)[traduceți], noul ministru al coloniilor de la 31 ianuarie 1895, a cerut cu câteva zile după numirea în funcție ca proiectul să fie dus în fața Camerei. La 8 februarie, știind dinainte că legea va fi votată, a scris guvernatorului Guyanei, Camille Charvein⁠(fr)[traduceți], să-și exprime îngrijorarea guvernului și pentru a-i da instrucțiuni pe care guvernatorul să le execute atunci când Dreyfus va trece în responsabilitatea sa. La 9 februarie, proiectul de lege a fost adoptat de Cameră, fără dezbatere.
La 21 februarie, Dreyfus a fost urcat pe vasul Ville-de-Saint-Nazaire. A doua zi, acesta a ridicat ancora spre Guyana Franceză.

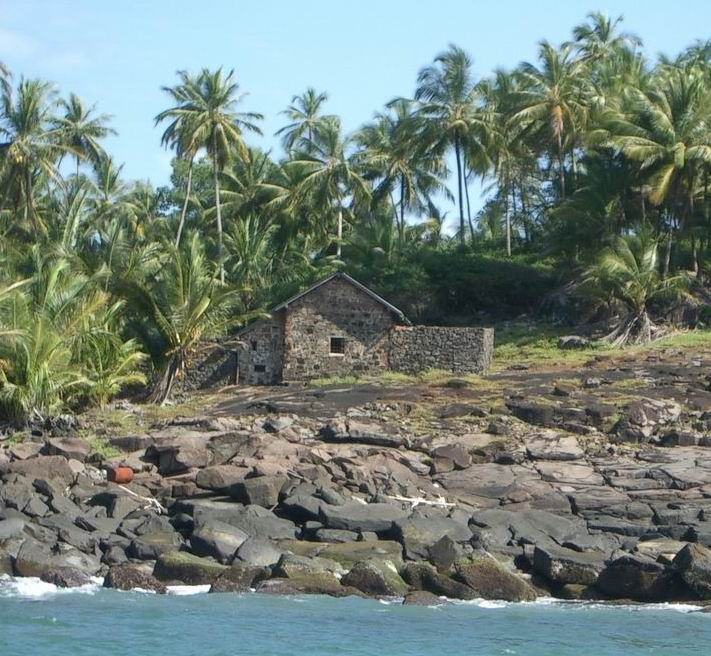
Casa lui Dreyfus de pe Insula Diavolului din Guyana Franceză

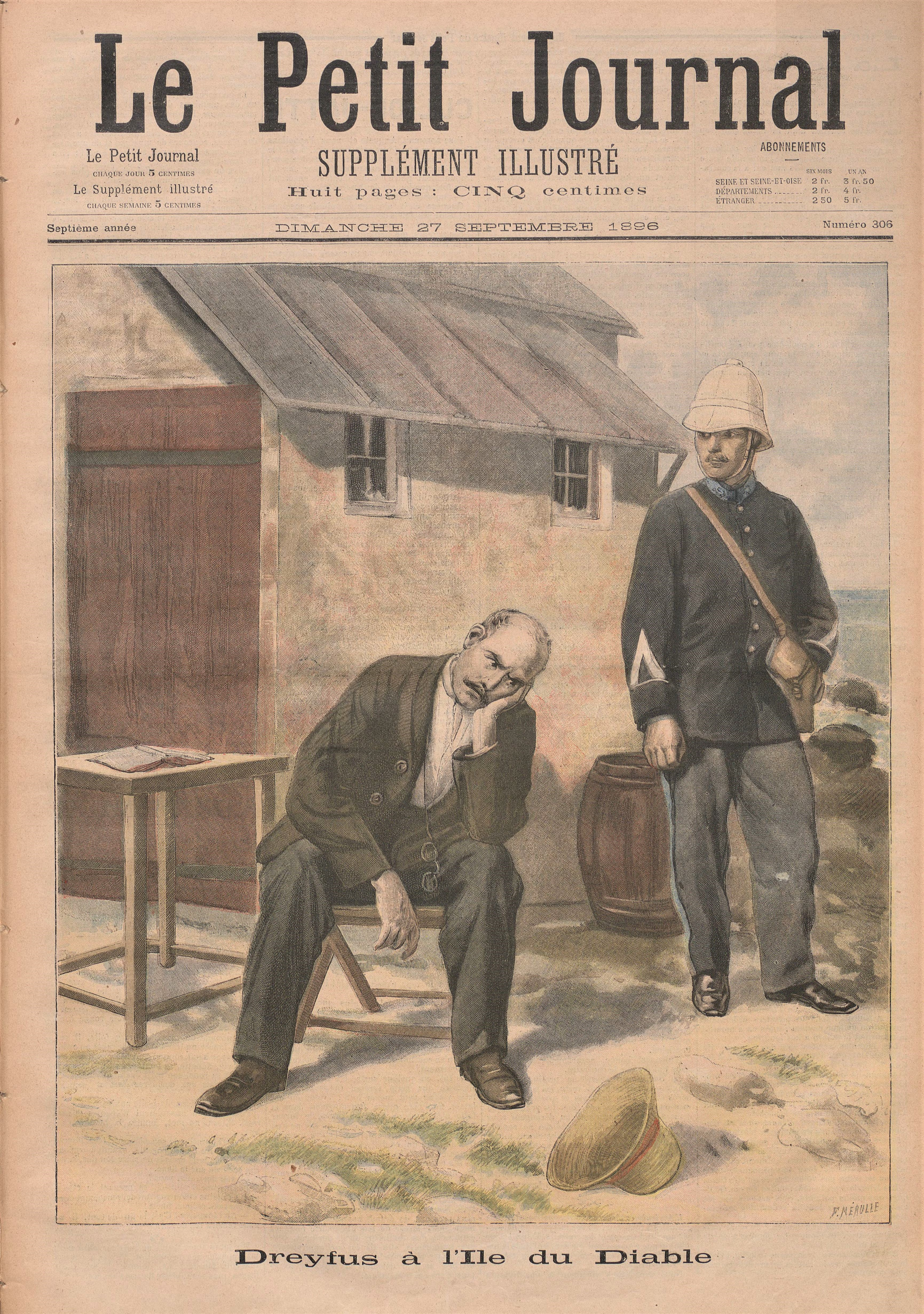
Prima pagină din Le Petit Journal din 27 septembrie 1896

La 12 martie, după o grea călătorie de cincisprezece zile, vasul a ajuns în largul îles du Salut⁠(fr)[traduceți]. Dreyfus a rămas o lună în închisoarea din île Royale⁠(fr)[traduceți], apoi a fost transferat în Insula Diavolului la 14 aprilie. Împreună cu gardienii săi, era singurul locuitor al insulei, trăind într-o casă de piatră de patru metri pe patru. Obsedat de riscul evadării, comandantul închisorii i-a făcut condamnatului viața un infern, în plus față de condițiile deja grele de încarcerare: temperatura ajungea la 45 °C, era malnutrit sau hrănit cu alimente alterate, practic netratat pentru numeroasele boli tropicale pe care le-a contractat. Dreyfus s-a îmbolnăvit, suferea de febra care se agrava de la an la an.
Lui Dreyfus i s-a permis să scrie pe hârtie numerotată și parafată. A suferit cenzura comandamentului chiar și când încerca să comunice cu soția sa Lucie, mesaje prin care ei se încurajau reciproc. La 6 septembrie 1896, condițiile de trai ale lui Alfred Dreyfus s-au agravat și mai mult: a fost pus în bucla dublă, supliciu prin care era obligat să rămână nemișcat în pat cu gleznele îngreunate. Această măsură este consecința falsei informații despre evadarea sa, răspândită de un ziarist englez. Timp de două luni, l-a cufundat pe Dreyfus într-o profundă depresie. În acel moment, a devenit convins că va muri pe această insulă îndepărtată.

## Ieșirea la iveală a adevărului (1895-1897)

### Familia Dreyfus descoperă afacerea și intră în acțiune
Mathieu Dreyfus⁠(fr)[traduceți], fratele mai mare al lui Alfred Dreyfus, era convins de nevinovăția condamnatului. El este primul artizan al reabilitării fratelui său, și și-a petrecut tot timpul și și-a dedicat toată energia și averea strângerii în jurul său a unei mișcari din ce în ce mai puternice în vederea revizuirii procesului din decembrie 1894, în ciuda dificultății misiunii: „După degradare, prăpastia s-a căscat în jurul nostru. Ni se părea că nu mai suntem ființe ca celelalte, că suntem rupți din lumea celor vii”.
Mathieu a încercat toate variantele, inclusiv cele mai implauzibile. Mulțumită doctorului Gibert, prieten cu președintele Félix Faure, a întâlnit la Le Havre o femeie care, sub hipnoză, i-a vorbit pentru prima oară despre un „dosar secret”. Faptul i-a fost apoi confirmat de președinte doctorului Gibert într-o discuție privată.
Puțin câte puțin, în ciuda amenințărilor cu arestarea pentru complicitate, a piedicilor și hățișurilor țesute de militari, el a reușit să-i convingă pe diverși moderați. Astfel, ziaristul libertarianist Bernard Lazare⁠(fr)[traduceți] s-a aplecat asupra zonelor tenebroase ale procedurii. În 1896, Lazare a publicat la Bruxelles prima broșură dreyfusardă. Această publicare nu a avut decât o influență limitată asupra lumii politice și intelectuale, dar ea conținea suficiente detalii încât statul major l-a bănuit pe noul șef al SR, că ar fi responsabil pentru ea.
Campania în favoarea revizuirii, redată din ce în ce mai mult în presa antimilitaristă de stânga, a declanșat ca răspuns un val de antisemitism foarte violent în opinia publică. Franța a rămas astfel foarte majoritar antidreyfusardă. Maiorul Henry, de la Secțiunea de Statistici, era el însuși conștient de fragilitatea dosarului de acuzare. La cererea superiorilor săi, generalul de Boisdeffre⁠(fr)[traduceți], șeful statului major general, și generalul Gonse, el a fost însărcinat cu completarea dosarului în vederea evitării oricărei tentative de revizuire. Incapabil să găsească și cea mai mică probă, el s-a hotărât să fabrice una a posteriori.

### Descoperirea adevăratului vinovat: Picquart „trece de partea dușmanului”

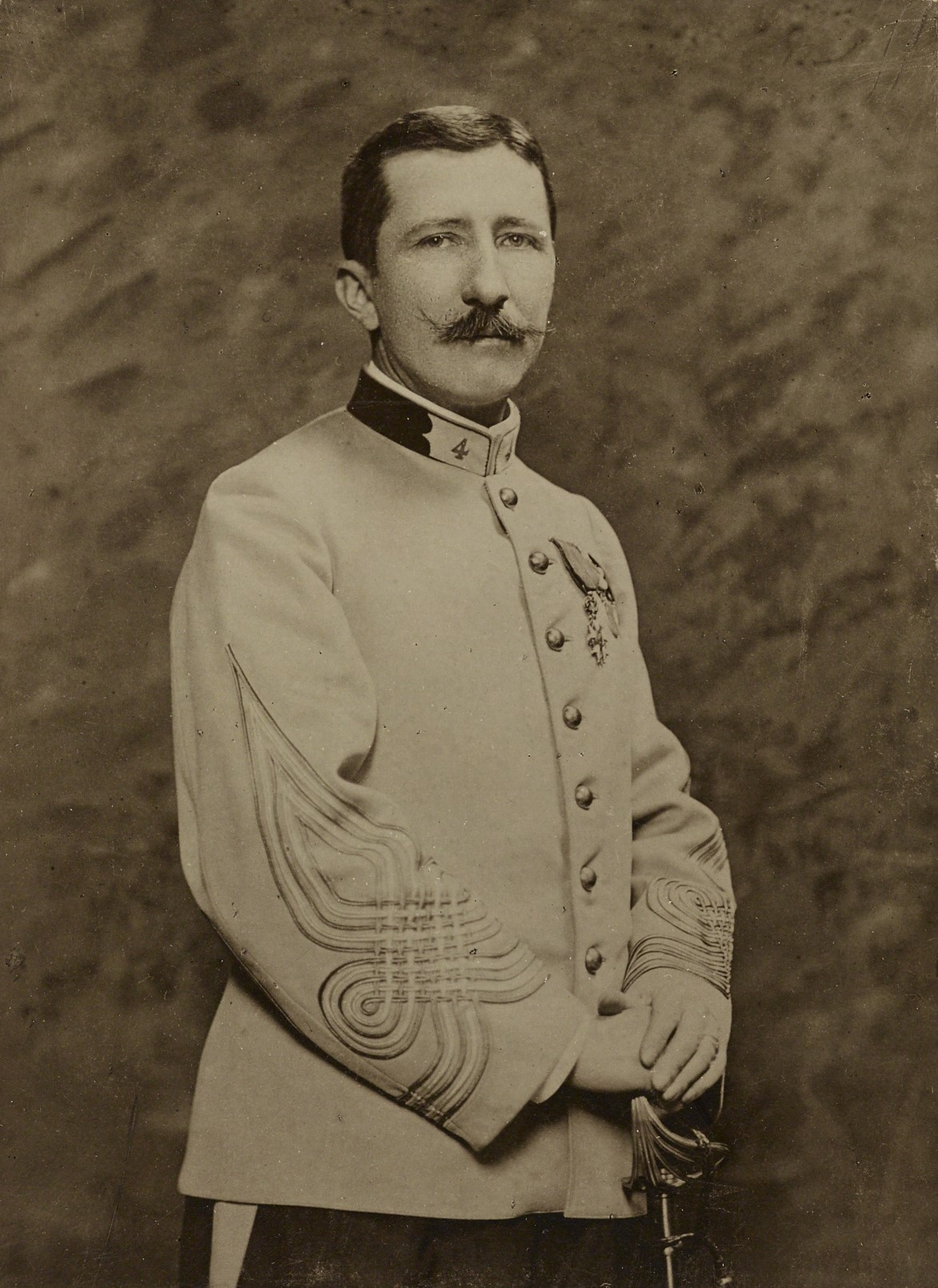
Locotenent-colonelul Georges Picquart în uniformă de vânători de Africa

Adevăratul vinovat de trădare a fost descoperit din întâmplare prin două moduri distincte; pe de o parte de către Mathieu Dreyfus, care a obținut denunțul bancherului Castro, și pe de altă parte de către SR, în urma unei anchete. Cum colonelul Sandherr s-a îmbolnăvit, locotenent-colonelul Georges Picquart⁠(fr)[traduceți] a fost numit în fruntea SR în iulie 1895. În martie 1896, Picquart, care urmărise afacerea Dreyfus de la început, a cerut acum să primească personal documentele extrase din ambasada Germaniei, fără intermediari. Între ele, el a găsit un document supranumit „micul albastru”: o carte de telegraf, netrimisă, scrisă de von Schwartzkoppen și interceptată la ambasada Germaniei la începutul lui martie 1896. Aceasta a fost adresată unui ofițer francez, maiorul Walsin Esterházy⁠(fr)[traduceți], din rue de la Bienfaisance⁠(fr)[traduceți], nr. 27, Paris. Mai mult, o altă scrisoare scrisa cu creionul negru de către von Schwartzkoppen demonstrează chiar relațiile de spionaj întreținute de el cu Esterházy.
Aflat în posesia scrisorilor acestui ofițer, Picquart constată cu stupefacție că scrisul acestuia este exact același cu cel din „borderoul” care a servit la incriminarea lui Dreyfus. Face rost de „dosarul secret” transmis judecătorilor în 1894, și observând subțirimea lui, devine sigur de nevinovăția lui Dreyfus. 
Foarte afectat de descoperirea sa, Picquart comandă o anchetă în secret, fără acordul superiorilor săi. Ea demonstrează că Esterházy cunoștea elementele descrise de „borderou” și că era în contact cu ambasada Germaniei. S-a stabilit că ofițerul a vândut prusacilor multe documente secrete a căror valoare era în același timp redusă.
Ferdinand Walsin Esterházy⁠(fr)[traduceți] era un vechi membru al contraspionajului francez  în cadrul căruia servise după Războiul din 1870. El lucrase în același birou cu maiorul Henry între 1877 și 1880. Personalitate agitată, cu reputație controversată, înglodat în datorii, pentru Picquart el este un trădător probabil mânat de un mobil sigur: banii. Picquart a comunicat apoi rezultatele anchetei sale statului major, care îi pune în față „autoritatea faptului judecat”. Din acest moment, se face totul pentru a-l înlătura din funcție, cu ajutorul propriului său adjunct, maiorul Henry. Înainte de toate, în sferele înalte ale Armatei, este pus obiectivul de a nu reucunoaște că condamnarea lui Dreyfus ar fi putut măcar să fie o gravă eroare judiciară. Pentru Mercier, și apoi pentru Zurlinden⁠(fr)[traduceți], și pentru statul major, ce era făcut rămânea făcut, și nu mai trebuia să se revină asupra niciunei decizii. Acestora le convenea și separarea afacerii Dreyfus de afacerea Esterházy.

### Denunțarea lui Walsin-Esterházy și progresul dreyfusismului
Presa naționalistă lansează o violentă campanie împotriva nucleului dur, aflat în formare, al dreyfusarzilor. Într-un contraatac, statul major se dă de gol și dezvăluie informații, ignorate până atunci, despre „dosarul secret”. Îndoiala începe să se instaleze și figuri din mediile artistice și politice încep să-și pună întrebări. Picquart a încercat să-și convingă șefii să revizuiască procedurile împotriva lui Dreyfus, dar statul major pare surd. Se declanșează în schimb o anchetă împotriva lui Picquart, care este urmărit, mutat în estul Franței și apoi în Tunisia „în interes de serviciu”.
În acest moment alege maiorul Henry să intre în acțiune. La 1 noiembrie 1896, el a fabricat un fals, „falsul Henry”, păstrând antetul și semnătura unei scrisori oarecare a atașatului militar italian Panizzardi, redactând el însuși un text chipurile adresat lui von Schwartzkoppen:
„Am citit că un deputat va face o interpelare pe tema Dreyfus. Dacă la Roma se vor mai cere explicații, voi spune că n-am avut niciodată vreo relație cu acest evreu. Să fim înțeleși. Dacă sunteți întrebat, spuneți așa, căci nu trebuie să se știe ce s-a întâmplat cu el.”
Este un fals destul de grosier. Generalii Gonse și Boisdeffre, fără a-și pune întrebări, au dat mai departe scrisoarea ministrului lor, generalul Billot⁠(fr)[traduceți]. Îndoielile statului major privind nevinovăția lui Dreyfus s-au evaporat. Întărit de această „descoperire”, statul major hotărăște să-l apere pe Esterházy și să-l persecute pe colonelul Picquart, „care n-a înțeles nimic”. Picquart, care ignora cu totul falsul Henry, s-a simțit rapid izolat de colegii săi militari. Acuzat explicit de ilegalități de către maiorul Henry, el protestează în scris și revine la Paris.
Picquart s-a destăinuit prietenului său, avocatul Louis Leblois⁠(fr)[traduceți], pe care l-a pus să promită că păstrează secretul. Acesta din urmă a vorbit totuși cu vicepreședintele Senatului, alsacianul Auguste Scheurer-Kestner⁠(fr)[traduceți], la rândul său atins de îndoieli. Fără a da numele lui Picquart, senatorul a dezvăluit afacerea mai multor personalități de la conducerea țării. Dar statul major bănuia oricum că Picquart este sursa de informații a acestora. Este începutul afacerii Picquart, o nouă conspirație a statului major contra unui ofițer.
Maiorul Henry, deși adjunct al lui Picquart, era invidios, și a lansat din proprie inițiativă o operațiune de intoxicare cu scopul de a-și compromite superiorul. El s-a dedat la diverse fraude (fabricarea unei scrisori prin care îl desemna drept instrument al „sindicatului evreiesc” care vrea să-l facă scăpat pe Dreyfus, manipularea „micului albastru” în scopul de a produce impresia că Picquart a șters numele destinatarului real, redactarea unui mesaj care-l numea pe Dreyfus în toate scrisorile).
În paralel cu anchetele colonelului Picquart, apărătorii lui Dreyfus au fost informați de identitatea scrisului din „borderou” cu cel al lui Esterházy în noiembrie 1897. Mathieu Dreyfus făcuse publică reproducerea borderoului, publicat de Le Figaro. Un bancher, Castro, a identificat oficial scrisul de acolo cu cel al maiorului Walsin Esterházy, debitorul său, și l-a prevenit pe Mathieu. La 11 noiembrie 1897, cele două piste s-au unificat, cu ocazia unei întâlniri între Scheurer-Kestner și Mathieu Dreyfus. Acesta din urmă a obținut în sfârșit confirmarea faptului că Esterházy era autorul borderoului. La 15 noiembrie, pe acest temei, Mathieu Dreyfus a depus plângere la Ministerul de Război împotriva lui Walsin Esterházy. Polemica fiind publică, armata n-a avut de ales decât să deschidă o anchetă. La sfârșitul lui 1897, Picquart, revenit la Paris, a făcut publice îndoielile sale privind vinovăția lui Dreyfus, pe baza descoperirilor lui. Jocul de culise destinat a-l înlătura pe Picquart părea să fi eșuat. Contestările erau foarte puternice și s-au transformat în confruntări. Pentru a-l discredita pe Picquart, Esterházy a trimis, fără rezultat, scrisori președintelui țării.

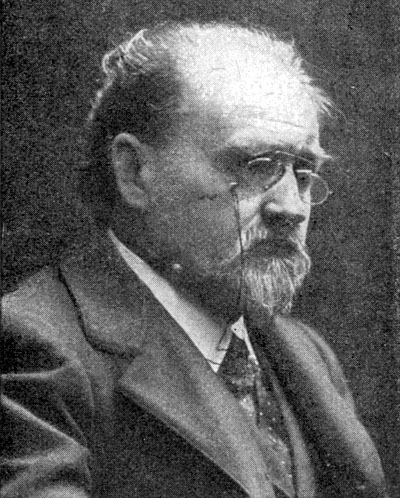
Émile Zola în 1898

Mișcarea așa-numit dreyfusardă, animată de Bernard Lazare, Mathieu Dreyfus, Joseph Reinach și Auguste Scheurer-Kestner și-a mărit rândurile. Émile Zola, informat la jumătatea lui noiembrie 1897 de Scheurer-Kestner despre dosar, era convins de nevinovăția lui Dreyfus și s-a angajat oficial. La 25 noiembrie, romancierul a publicat în Le Figaro articolul M. Scheurer-Kestner, primul dintr-o serie de trei. În fața amenințărilor cu pierderile masive de abonați venite din partea cititorilor, directorul ziarului a încetat să-l mai susțină pe Zola. Din aproape în aproape, în perioada sfârșitului lui noiembrie și începutului lui decembrie 1897, scriitorii Octave Mirbeau, al cărui prim articol a apărut la trei zile du§ă cel al lui Zola și Anatole France, universitarul Lucien Lévy-Bruhl⁠(fr)[traduceți], bibliotecarul de la École normale supérieure Lucien Herr⁠(fr)[traduceți], care i-a convins pe Léon Blum și pe Jean Jaurès, autorii lui La Revue blanche⁠(fr)[traduceți], pe al cărui director Thadée Natanson⁠(fr)[traduceți] îl cunoștea Lazare foarte bine, frații Clemenceau Albert⁠(fr)[traduceți] și Georges s-au angajat în lupta pentru revizuirea procesului. Blum a încercat la sfârșitul lui noiembrie să-i ceară prietenului său Maurice Barrès să semneze o petiție care cerea revizuirea procesului, dar acesta din urmă a refuzat, a rupt legăturile cu Zola și cu Blum la începutul lui decembrie, și a început să popularizeze termenul de „intelectual”. Această primă ruptură a fost preludiul unei divizări a elitelor culturale, ce a urmat după 13 ianuarie.
Deși afacerea Dreyfus ocupa din ce în ce mai mult discuțiile, lumea politică nu recunoștea aceasta, iar Jules Méline⁠(fr)[traduceți] declara la deschiderea lucrărilor Adunării Naționale, la 7 decembrie: „nu există nicio afacere Dreyfus. Nu există în acest moment și nici nu poate să existe o afacere Dreyfus.”

### Procesul și achitarea maiorului Esterházy
Generalul de Pellieux⁠(fr)[traduceți] a fost însărcinat să întreprindă o anchetă. Aceasta s-a dovedit a fi una scurtă, anchetatorul fiind sistematic manipulat de statul major. I se spunea că adevăratul vinovat este locotenent-colonelul Picquart. Ancheta s-a îndreptat într-o direcție falsă după ce fosta amantă a lui d'Esterházy, doamna de Boulancy, a publicat în Le Figaro vechi scrisori ale acestuia, în care el își exprimase cu zece ani în urmă cu violență ura față de Franța și disprețul față de armata franceză. Presa militaristă a sărit în ajutorul trădătorului cu o campanie antisemită fără precedent. Presa dreyfusardă a răspuns, întărită cu noi elemente. Georges Clemenceau, în ziarul L’Aurore⁠(fr)[traduceți], se întreba:
„Cine îl apără pe maiorul Esterházy? Legea se oprește, incapabilă în fața acestui aspirant prusac deghizat în ofițer francez. De ce? Cine tremură în fața lui Esterházy ? Ce putere ocultă, ce motive ascunse se opun acțiunii justiției? Cine îi blochează calea? De ce Esterházy, personaj depravat de o moralitate mai mult decât îndoielnică, este protejat în momentul în care toate dovezile îl acuză? De ce un soldat cinstit ca locotenent-colonelul Picquart este discreditat, lovit, dezonorat ? Dacă trebuie, o vom spune!”

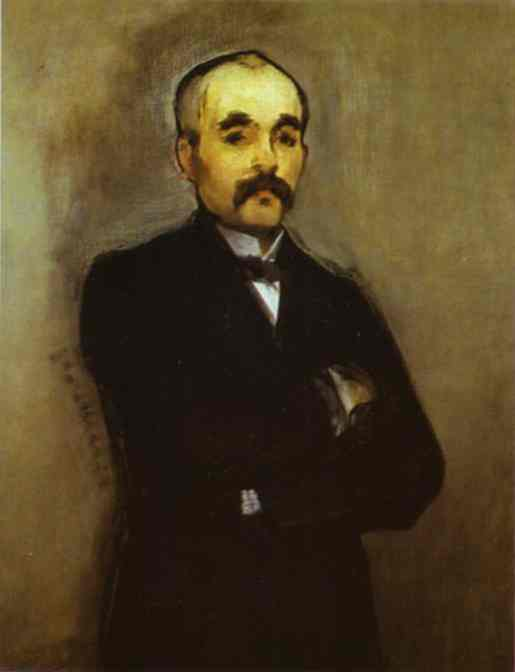
Portretul lui Georges Clemenceau realizat de pictorul Edouard Manet

Deși protejat de statul major și deci de guvern, Esterházy a fost obligat să recunoască paternitatea scrisorilor francofobe publicate de Le Figaro. Aceasta a determinat biroul Statului Major să caute o soluție de a opri întrebările, îndoielile și începuturile de cereri de justificare. Ideea a fost aceea de a-i cere lui d'Esterházy să ceară el însuși să fie judecat, și apoi de a fi achitat, cu scopul de a opri gălăgia și de a reveni la ordine. Deci, pentru a-l exonera definitiv, conform vechii reguli Res judicata pro veritate habetur („Ce s-a judecat rămâne adevărat”), Esterházy a fost adus la 10 ianuarie 1898 în fața imeo curți marțiale. S-a pronunțat decizia de a se judeca cu ușile închise „întârziat”. Esterházy a fost avertizat cu o zi înainte pe tema subiectelor ce urmau să fie abordate a doua zi, și a primit indicații privind apărarea pe care trebuia să o susțină. Procesul nu a fost unul normal: Mathieu și Lucie Dreyfus ceruseră să se constituie în parte civilă, dar cererea le-a fost refuzată; cei trei experți grafologi nu au recunoscut scrisul lui Esterházy pe borderou și au concluzionat că este contrafăcut. Acuzatul însuși a fost aplaudat, martorii acuzării — huiduiți și batjocoriți, Pellieux a intervenit în apărarea statului major fără a avea vreo calitate legală. Adevăratul acuzat era colonelul Picquart, lovit de toți protagoniștii militari ai afacerii. Esterházy a fost achitat în unanimitate în a doua zi de proces, după trei minute de deliberări. În uralele publicului, cu multă greutate și-a croit drum prin mulțime către ieșire, unde era așteptat de 1.500 de persoane.

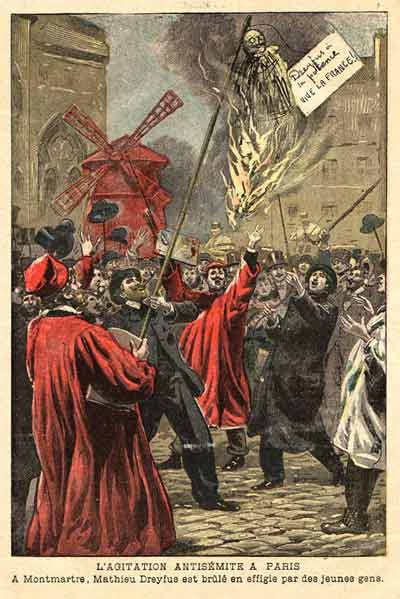
Răscoale antisemite într-o gravură din Le Petit Parisien.

Nevinovatul fusese condamnat din greșeală, dar vinovatul a fost achitat în urma unor acțiuni deliberate. Pentru numeroși republicani moderați, acesta a fost un atentat insuportabil la valorile fundamentale pe care le apărau ei. Achitarea lui Esterházy a adus deci o schimbare a strategiei dreyfusarzilor. Liberalismului respectuos al lui Scheurer-Kestner⁠(fr)[traduceți] și al lui Reinach⁠(fr)[traduceți], i-a urmat o acțiune mai combativă și mai contestatară. Ca reacție la achitare, au izbucnit răscoale antidreyfusarde și antisemite violente în toată Franța, soldate cu distrugeri și răniri.
În euforia victoriei sale, statul major l-a arestat pe locotenent-colonelul Picquart sub acuzația de încălcare a secretului profesional, în urma divulgării anchetei sale către avocatul său, care a transmis-o apoi senatorului Scheurer-Kestner. Colonelul, deși arestat în cetatea Mont-Valérien⁠(fr)[traduceți], nu a renunțat și s-a angajat din ce în ce mai mult în afacere. Când Mathieu Dreyfus i-a mulțumit pentru faptele lui, el i-a răspuns scurt: „mi-am făcut doar datoria”. Maiorul Esterházy a fost însă rapid concediat din armată și, pentru a evita orice riscuri la adresa persoanei sale, s-a exilat în Anglia unde a trăit liniștit tot restul vieții până în anii 1920. Esterházy a beneficiat, în momentul afacerii, de un tratament favorabil din partea sferelor înalte ale armatei, favoritism ce nu poate fi explicat decât prin dorința statului major de a sufoca orice tentativă de punere în discuție a verdictului curții marțiale care îl condamnase pe căpitanul Dreyfus în 1894.

## Explozia afacerii în 1898

### „J'accuse…!”: afacerea Dreyfus capătă prim-planul

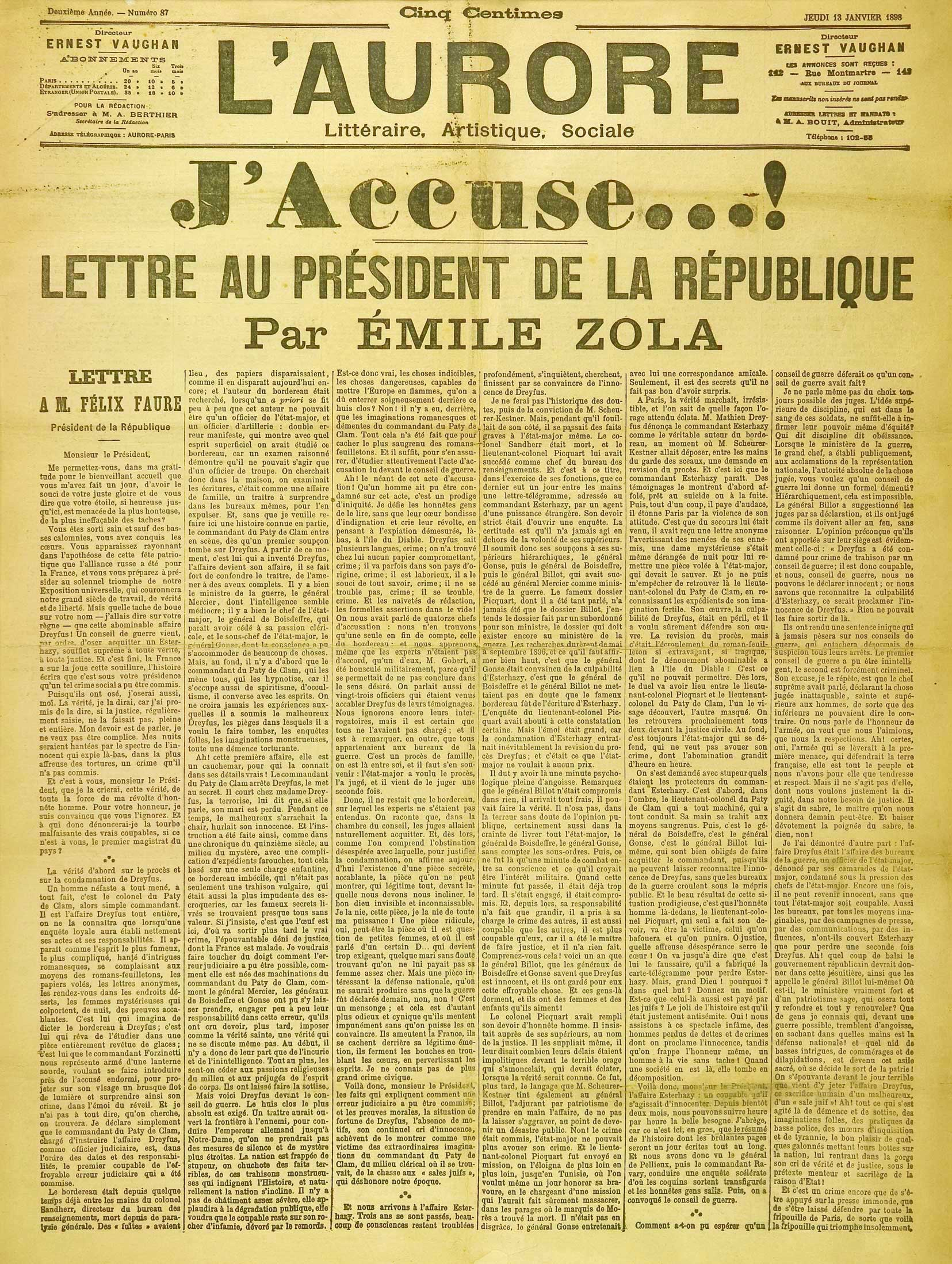
Prima pagină din fr, cu articolul „J'accuse…!” de Émile Zola

La 13 ianuarie 1898, Zola a dat o nouă dimensiune afacerii Dreyfus, care a devenit subiectul de prim plan al societății. Primul mare intelectual dreyfusard, era atunci în culmea gloriei: cele douăzeci de volume ale ciclului Les Rougon-Macquart fuseseră publicate în zeci de țări. Era o somitate a lumii literare, și era conștient de aceasta. Generalului de Pellieux, el i-a spus înainte de procesul său:
„Îl întreb pe generalul de Pellieux dacă nu cumva există și alte moduri de a servi Franța? Ea poate fi slujită cu spada sau cu pana. Domnul general de Pellieux a dobândit, fără îndoială, mari victorii! Dar și eu le-am câștigat pe ale mele. Prin operele mele, limba franceză a fost dusă în toată lumea. Am și eu victoriile mele! Las în seama posterității să hotărască între numele generalului de Pellieux și cel al lui Émile Zola!”
Scandalizat de achitarea lui Esterházy, Zola a hotărât să dea o lovitură. El a publicat pe prima pagină a ziarului L'Aurore⁠(fr)[traduceți], un articol de 4.500 de cuvinte pe șase coloane, sub forma unei scrisori deschise adresată președintelui Franței Félix Faure. Clemenceau a găsit titlul: „J'Accuse…!”. Ziarul, care de obicei se vindea în treizeci de mii de exemplare, a vândut în acea zi aproape trei sute de mii de copii. Acest articol a avut efectul unei bombe. Era un atac direct, explicit și nominal. Toți cei care complotaseră contra lui Dreyfus erau denunțați, inclusiv ministrul de război și statul major. Articolul conține numeroase erori, maximizând sau minimizând rolurile unora dintre actori, dar Zola nu pretindea că scrie o cronică istorică.
„J'Accuse…!” a adus pentru prima oară la un loc toate datele existente despre afacere.
Scopul lui Zola era acela de a se expune intenționat la rigorile legii și să oblige autoritățile să-l aducă în fața justiției. Procesul său urma să servească drept ocazie pentru o nouă analiză publică a cazurilor Dreyfus și Esterházy. Aici, el a mers împotriva strategiei lui Scheurer-Kestner și Lazare, care susțineau răbdarea și reflectarea. În fața succesului național și internațional al acestui tur de forță, procesul a devenit inevitabil. Începând din acest moment critic, afacerea a urmat două căi paralele. Pe de o parte, statul a utilizat aparatul său pentru a impune limitarea procesului la un simplu caz de defăimare, cu scopul de a-l separa de cazurile Dreyfus și Esterházy, deja judecate. Pe de altă parte, conflictele de opinie au tins să pună presiune pe judecători și pe guvern, în scopul unora de a obține rejudecarea și al altora de a obține condamnarea lui Zola. Dar obiectivul romancierului a fost atins: deschiderea unui proces public în fața unei curți cu jurați.
La 15 ianuarie, Le Temps⁠(fr)[traduceți] a publicat o petiție ce reclama revizuirea procesului. Ea era semnată de Émile Zola, Anatole France, directorul Institutului Pasteur Émile Duclaux, Daniel Halévy, Fernand Gregh, Félix Fénéon, Marcel Proust, Lucien Herr, Charles Andler, Victor Bérard, François Simiand, Georges Sorel, dar și pictorul Claude Monet, scriitorul Jules Renard, sociologul Émile Durkheim, istoricul Gabriel Monod etc.
La 20 ianuarie, în urma unei intervenții în Camera Deputaților din partea deputatului catolic Albert de Mun⁠(fr)[traduceți] împotriva lui Zola, aceasta a votat, cu 312 voturi pentru și 122 împotrivă, acuzarea scriitorului. În L'Aurore din 23 ianuarie, Clemenceau, în numele unei „revolte pașnice a spiritului francez”, a preluat și a dat o conotație pozitivă a termenului de „intelectual”. La 1 februarie, Barrès îi vituperează pe aceștia în Journal. Antiintelectualismul a devenit o temă majoră a intelectualilor dreptei, care reproșau dreyfusarzilor că nu pun interesul național pe primul plan, discuție care a continuat în anii ce au urmat și care a constituit fondul dezbaterii publice: preferința între dreptate și adevăr pe de o parte, și apărarea țării, liniștii sociale și rațiunilor superioare de stat pe de altă parte. Această mobilizare a intelectualilor nu este replicată și de stânga politică: la 19 ianuarie, deputații socialiști s-au distanțat de cele „două facțiuni burgheze rivale”.

### Procesele lui Zola

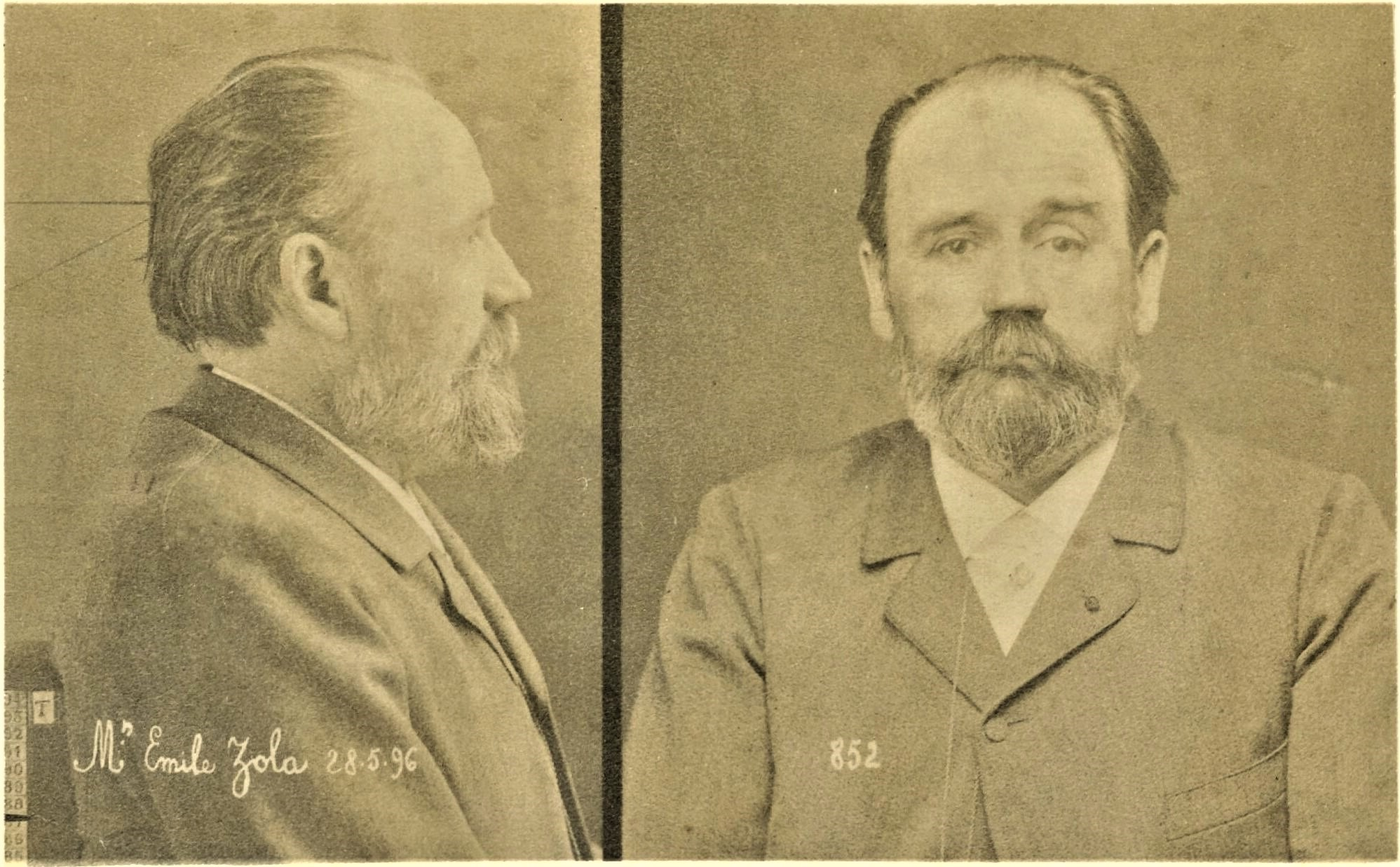
Fotografie antropometrică a lui Émile Zola în momentul procesului

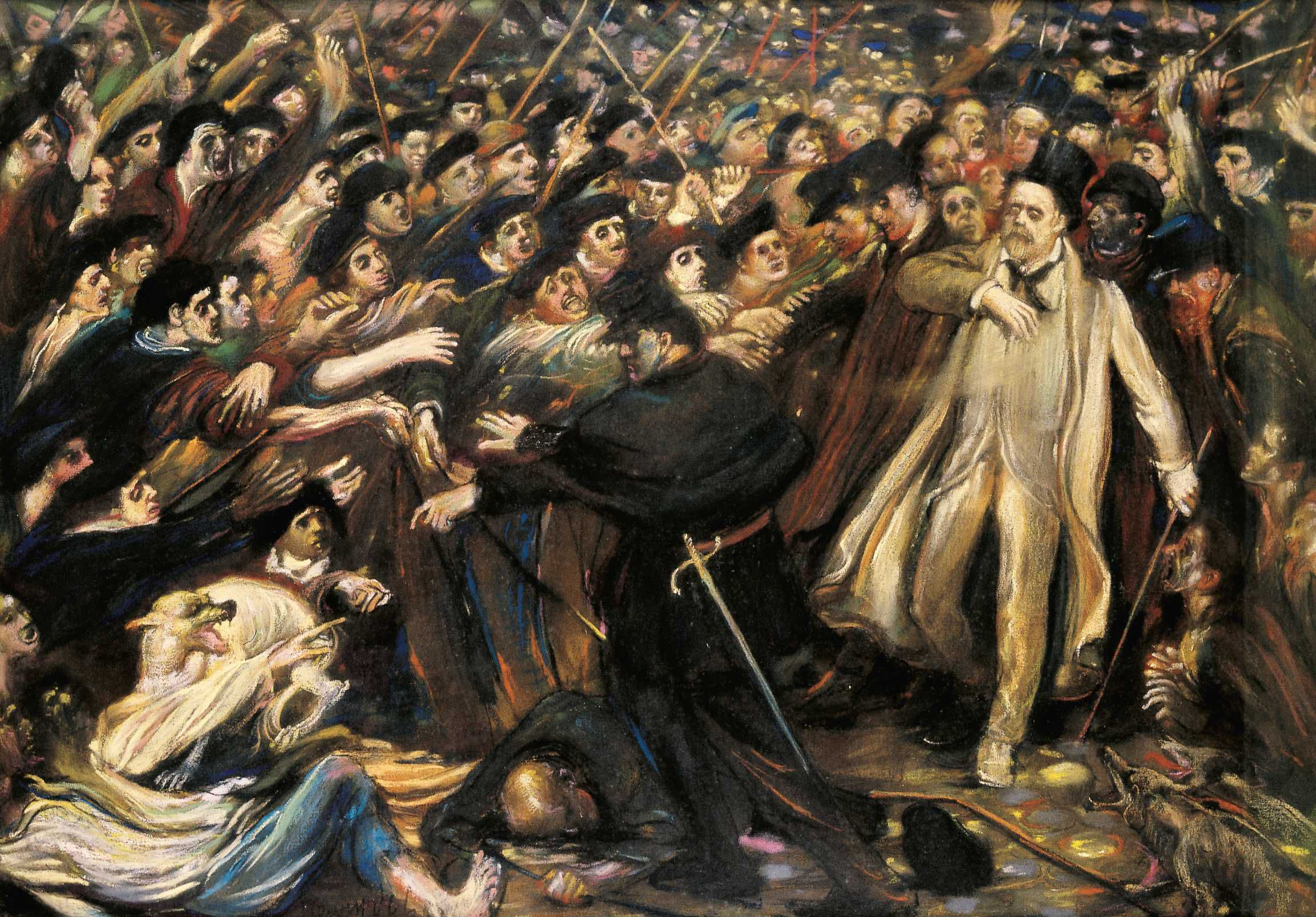
Zola în fața mulțimii, ulei pe pânză de Henry de Groux, 1898

Generalul Billot⁠(fr)[traduceți], ministrul de război, a depus plângere împotriva lui Zola și împotriva lui Alexandre Perrenx, redactorul-șef al ziarului L'Aurore, care s-au prezentat în fața curții cu jurați a judecătoriei Senei între 7 și 23 februarie 1898. Defăimarea unei autorități publice era pe atunci de competența acestei instanțe, în vreme ce injuriile publice proferate de presa naționalistă și antisemită nu a adus decât puține procese și aproape nicio condamnare. Ministrul a reținut doar trei pasaje din articol, adică optsprezece linii din mai multe sute. El l-a acuzat pe Zola că a scris că curtea marțială a comis o „ilegalitate […] organizată”. Procesul s-a deschis într-o atmosferă extrem de violentă: Zola a făcut obiectul insultelor (adresându-i-se termeni ofensatori ce erau aplicați imigranților apatrizi italieni), dar și mai multor susțineri și felicitări importante.
Fernand Labori⁠(fr)[traduceți], avocatul lui Zola, a citat aproape 200 de martori. Realitatea afacerii Dreyfus, necunoscută publicului larg, a fost difuzată în presă. Mai multe ziare, între care Le Siècle și L'Aurore, au publicat note stenografice in extenso ale dezbaterilor zilnice, ceea ce a informat bine populația. Acestea au constituit pentru dreyfusarzi o unealtă esențială în dezbaterile ulterioare. Totuși, tot naționaliștii, în frunte cu Henri Rochefort⁠(fr)[traduceți], au fost mai vizibili, organizând răscoale, obligând prefectul poliției să intervină pentru a-l proteja pe Zola la ieșirea din tribunal, la fiecare audiere.
Procesul a fost și locul unei adevărate lupte juridice, în care drepturile apărării au fost încălcate fără încetare. Numeroși observatori au remarcat coliziunea între lumea politică și cea militară. În mod cert, Curtea primise instrucțiuni ca substanța erorii judiciare să nu fie evocată.
Președintele Delegorgue a dat ca pretext prelungirea duratei audierilor, și a jonglat fără încetare cu legea pentru a face ca procesul să se concentreze doar pe defăimarea de care era acuzat Zola. A rămas celebră fraza sa, „această întrebare nu va fi pusă”, repetată de zeci de ori înainte ca avocații lui Zola să pună vreo întrebare ce avea potențialul de a ataca fondul problemei.
Zola a fost condamnat la un an de închisoare și la o amendă de 3.000 de franci, pedeapsa maximă. Octave Mirbeau a plătit din buzunarul său 7.525 de franci, reprezentând amenda și cheltuielile de judecată, la 8 august 1898. Severitatea verdictului este imputabilă atmosferei de violență ce a înconjurat procesul: „surescitarea auditoriului, exasperarea mulțimii masate în fața Palatului de Justiție erau atât de violente că existau cele mai mari îngrijorări pentru ce s-ar putea întâmpla dacă juriul l-ar fi achitat pe dl. Zola.” Cu toate acestea, procesul Zola a fost mai degrabă o victorie a dreyfusarzilor. Ca urmare a lui, afacerea și contradicțiile ei au putut fi evocate pe larg de-a lungul procesului, mai ales de către militari. Mai mult, violența atacurilor contra lui Zola și nedreptatea condamnării sale au întărit hotărârea dreyfusarzilor: Stéphane Mallarmé s-a declarat „pătruns de sublimul faptei [lui Zola]” și Jules Renard scria în jurnalul său: „din această seară, țin cu Republica, ce-mi inspiră un respect și o sensibilitate pe care nu le știam înainte. Declar că cuvântul «dreptate» este cel mai frumos din limba omului, și că este de plâns dacă oamenii nu-l cunosc”. Senatorul Ludovic Trarieux⁠(fr)[traduceți] și juristul catolic Paul Viollet⁠(fr)[traduceți] au înființat Liga pentru Apărarea Drepturilor Omului⁠(fr)[traduceți]. Și mai mult ca afacerea Dreyfus până atunci, cazul Zola a dus la o regrupare a forțelor intelectuale în două tabere opuse.
La 2 aprilie, o cerere de apel în casație a fost acceptată. A fost prima intervenție a Curții de Casație în această afacere judiciară. Plângerea a venit de această dată din partea curții marțiale, și nu din partea ministrului. Procurorul general Manau era favorabil revizuirii procesului Dreyfus și se opunea ferm antisemiților. Judecătorii curții marțiale, atacați de Zola, au depus plângere pentru defăimare. Cazul a fost trimis spre judecare curții de Seine-et-Oise de la Versailles în care publicul era considerat a fi mai favorabil Armatei, mai naționalist. La 23 mai 1898, încă de la prima audiere, Labori a cerut casarea cauzei pe motivul schimbării jurisdicției. Procesul a fost întrerupt și dezbaterile s-au reluat la 18 iulie. Labori l-a sfătuit pe Zola să plece din țară în Anglia înainte de a se termina procesul, ceea ce scriitorul a și făcut, plecând singur într-un exil de un an în Anglia. Acuzații sunt din nou condamnați. În ce-l privește pe colonelul Picquart, el este din nou încarcerat.

### Demascarea lui Henry și relansarea afacerii

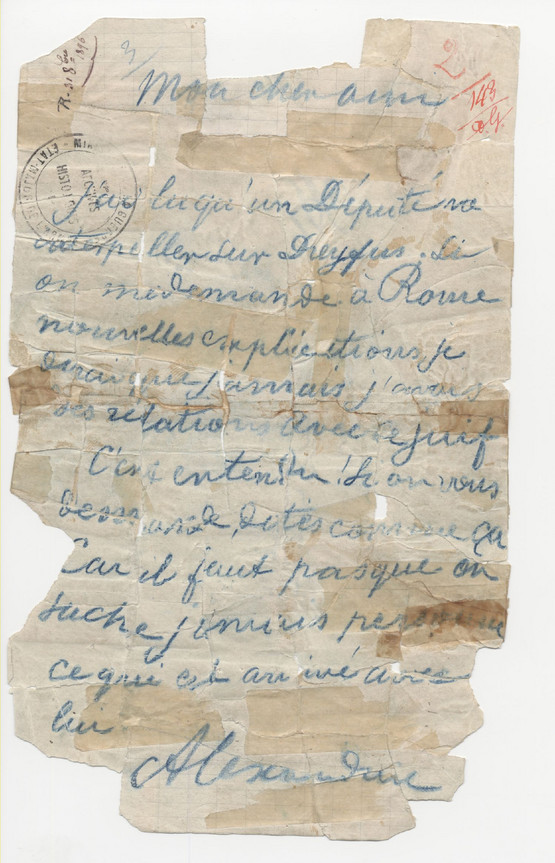
Fotografie cu falsul Henry. Antetul („dragul meu prieten”) și semnătura (Alexandrine) îi aparțin lui Panizzardi. Restul este scris de mâna lui Henry.

Achitarea lui Esterházy, condamnările lui Émile Zola și Georges Picquart, și continua prezență a unui nevinovat în închisoare, au avut un considerabil răsunet național și internațional. Franța a dat dovada unui stat arbitrar, în contradicție flagrantă cu principiile republicane fondatoare. Antisemitismul a făcut progrese considerabile, iar răscoalele deveniseră ceva curent de-a lungul întregului an 1898. Totuși, oamenii politici încă negau importanța afacerii. În aprilie și în mai 1898, ei erau preocupați mai ales de alegerile legislative, în urma cărora Jaurès și-a pierdut locul de deputat de Carmaux. Majoritatea a rămas moderată, și a apărut și un grup parlamentar antisemit în Cameră. Cu toate acestea, cauza dreyfusardă a fost relansată.

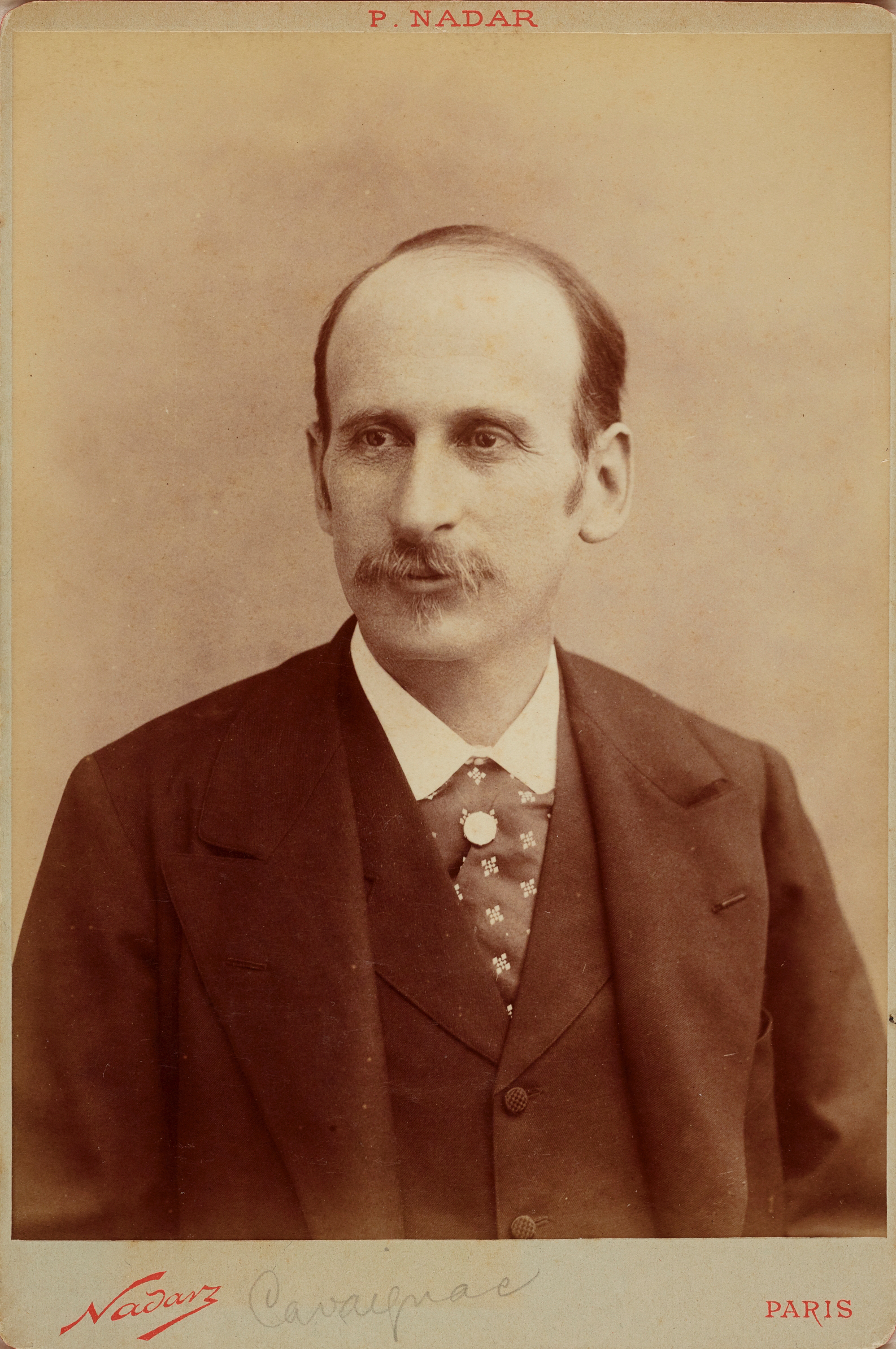
Portretul lui Godefroy Cavaignac, ministrul de război

Ca urmare, Godefroy Cavaignac⁠(fr)[traduceți], noul ministru de război, antirevizionist feroce, dorea să demonstreze definitiv vinovăția lui Dreyfus, dar și să-i „frângă gâtul” lui Esterházy, pe care îl considera „un mitoman și un șantajist de prim rang”. El era absolut convins de vinovăția lui Dreyfus, convingere ce i-a fost întărită de legenda mărturisirii, în care credea după ce s-a întâlnit cu principanul martor în acest sens, căpitanul Lebrun-Renault⁠(fr)[traduceți]. Cavaignac avea însă și onestitatea unui doctrinar intransigent, dar nu știa absolut nimic din dedesubturile afacerii, informații pe care statul major s-a ferit să i le încredințeze. El a aflat cu mare suprindere că ansamblul dovezilor pe care se bazase acuzarea nu fuseseră deloc expertizate, Boisdeffre având „absolută încredere” în Henry. El a hotărât să ancheteze el însuși, în cadrul biroului său, cu asistenții lui, și a extras dosarul secret care număra atunci 365 de elemente.
La 7 iulie 1898, după o interpelare în Cameră, Cavaignac a arătat trei dovezi „copleșitoare, printre mii de altele”, dintre care două nu aveau de fapt nicio legătură cu cazul, iar cea de a treia era falsul lui Henry. Discursul lui Cavaignac a avut rezultat: deputații l-au ovaționat și au votat publicarea discursului cu reproducerea celor trei dovezi în toate cele 36.000 de comune ale Franței. Antidreyfusarzii au triumfat, dar Cavaignac a recunoscut implicit că apărarea lui Dreyfus nu avusese acces la toate probele: cererea de anulare formulată de Lucie Dreyfus a devenit acceptabilă. A doua zi, colonelul Picquart declara în Le Temps primului ministru: „sunt în stare să stabilesc în fața oricărei jurisdicții competente că cele două probe ce poartă data de 1894 nu i se poate aplica lui Dreyfus și că cea care poartă data de 1896 are toate caracteristicile unui fals”, ceea ce i-a adus încă unsprezece luni de închisoare.
La 13 august seara, căpitanul Cuignet, atașat al cabinetului ministrului Cavaignac, lucrând la lumina unei lampe, a observat că culoarea liniaturii hârtiei din antetul și de la baza paginii nu corespundea cu cea din partea centrală. Cavaignac a încercat din nou să găsească motive logice pentru vinovăția și condamnarea lui Dreyfus dar nu a trecut această descoperire sub tăcere. S-a format o echipă pentru anchetarea lui Esterházy, în fața căreia acesta din urmă și-a mărturisit rapoartele secrete cu maiorul du Paty de Clam. A fost dezvăluit complotul între statul major și trădător. La 30 august, Cavaignac s-a hotărât să-i ceară explicații colonelului Henry, în prezența lui de Boisdeffre și a lui Gonse. După o oră de interogatoriu ținut personal de ministru, Henry se afundă tot mai mult și ajunge să facă o mărturisire completă. A fost arestat, încarcerat la Mont-Valérien⁠(fr)[traduceți] și s-a sinucis a doua zi tăindu-și gâtul cu o lamă de ras. Cererea depusă de Lucie Dreyfus nu mai putea fi respinsă. Cavaignac afirmă însă că o revizuire este „mai puțin ca niciodată!” posibilă, dar șeful guvernului, Henri Brisson⁠(fr)[traduceți], l-a obligat să demisioneze. În ciuda rolului jucat de el, aparent cu totul involuntar, în declanșarea revizuirii procesului din 1894, el a rămas un antidreyfusard convins și a avut o intervenție agresivă și tăioasă împotriva lui Dreyfus în procesul de la Rennes.

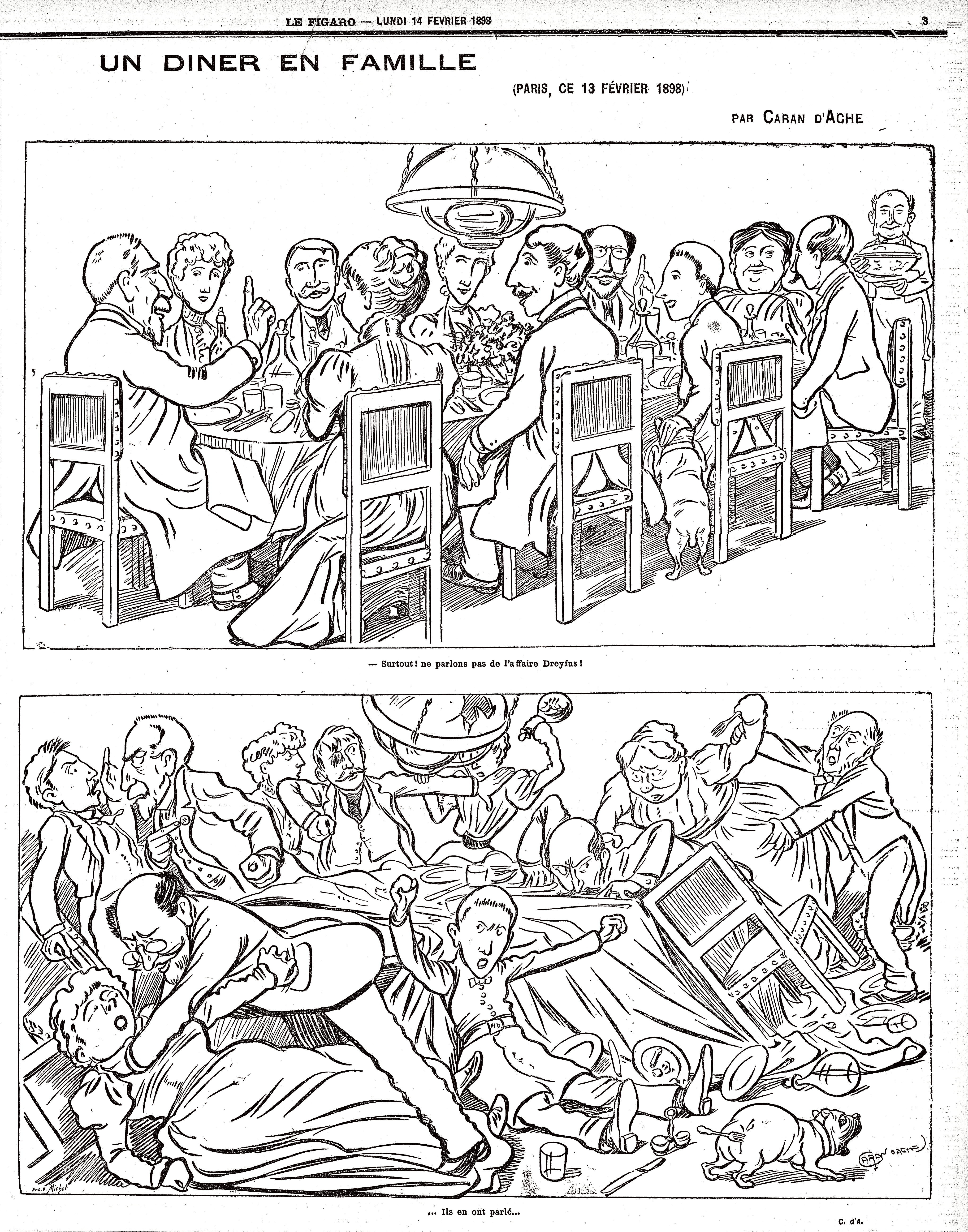
fr, („Cină în familie”) desen de fr în le Figaro din 14 februarie 1898.

Antirevizioniștii nu s-au dat învinși. La 6 septembrie, Charles Maurras a publicat un elogiu lui Henry în La Gazette de France⁠(fr)[traduceți], în care îl califica pe acesta drept „eroic slujitor al marilor interese ale statului”. La Libre Parole⁠(fr)[traduceți], ziarul antisemit al lui Drumont, a generat noțiunea de „fals patriotic”. Același ziar lansa în decembrie o subscripție în favoarea văduvei lui, cu scopul de a ridica un monument în cinstea lui Henry. Fiecare donație era însoțită de remarci lapidare, adesea injurioase, la adresa lui Dreyfus și a dreyfusarzilor. 14.000 de persoane, între care 53 de deputați, au trimis în total 131.000 de franci. La 3 septembrie 1898, primul ministru Brisson, l-a provocat pe Mathieu Dreyfus să depună o cerere de revizuire a sentinței curții marțiale din 1894. Guvernul a transferat dosarul Curții de Casație, să analizeze procedurile din precedenții patru ani.
Franța era divizată în două, dar nu era posibilă nicio generalizare: comunitatea evreiască era foarte puțin implicată, intelectualii nu erau cu toții dreyfusarzi, protestanții erau împărțiți, marxiștii refuzau să-l susțină pe Dreyfus. Clivajul transcende religia și mediul social, așa cum ilustra celebra caricatură a lui Caran d'Ache⁠(fr)[traduceți] Cina în familie⁠(fr)[traduceți].

### Criza și recompunerea peisajului politic
Henry era mort, Boisdeffre demisionase, Gonse nu mai avea nicio autoritate, iar du Paty fusese prea grav compromis de Esterházy: pentru conspiratori, era un dezastru. Guvernul a fost de aici încolo prins între două focuri: legea și dreptatea contra presiunii naționaliste a străzii și a comandamentului armatei, care s-a reluat. Cavaignac, demisionar, a continuat să-și răspândească viziunea antidreyfusardă asupra cazului, și poza în lider antirevizionist. Generalul Zurlinden⁠(fr)[traduceți] care i-a urmat în funcție, influențat de statul major, a dat aviz negativ revizuirii la 10 septembrie, atitudine confirmată de presa extremistă pentru care „revizuirea înseamnă război”. Obstinația guvernului, care a votat să trimită dosarul la Curtea de Casație la 26 septembrie, a adus demisia lui Zurlinden, înlocuit pe loc de generalul Chanoine. Acesta din urmă, după o interpelare în Cameră, și-a dat demisia, iar parlamentul i-a retras votul de încredere lui Brisson, care și el a demisionat. Instabilitatea ministerială a antrenat o instabilitate guvernamentală.
La 1 noiembrie, progresistul Charles Dupuy⁠(fr)[traduceți] a fost nominalizat în locul lui Brisson. În 1894, el acoperise acțiunile generalului Mercier la începuturile afacerii; după patru ani, el anunța că va respecta deciziile Curții de Casație, blocând calea celor care doreau să înăbușe revizuirea și să retragă dosarul de la Curte. La 5 decembrie, cu ocazia unei dezbateri din Cameră pe tema transmiterii „dosarului secret” la Curtea de Casație, tensiunea a crescut și mai mult. Injuriile, invectivele și alte violențe naționaliste au făcut loc amenințărilor cu revoluția. Paul Déroulède⁠(fr)[traduceți] declara: „Dacă trebuie să facem război civil, îl vom face”.
A survenit o nouă criză și în sânul Curții de Casație, în urma căreia Quesnay de Beaurepaire, președintele parchetului civil de pe lângă Curtea de Casație, a acuzat în presă parchetul penal de dreyfusism. El a demisionat la 8 ianuarie 1899 și a devenit erou al cauzei naționaliste. Această criză a reușit să ducă la desesizarea parchetului penal, în favoarea unei anchete mixte. Revizuirea a fost blocată.
În 1899, afacerea ocupa din ce în ce mai mult atenția scenei politice. La 16 februarie 1899, președintele Félix Faure a murit. A fost ales în locul lui Émile Loubet, un progres pentru cauza revizuirii, întrucât fostul președinte îi fusese un feroce adversar. La 23 februarie, cu ocazia înmormântării lui Félix Faure, Déroulède a încercat o lovitură de stat la Palatul Élysée. A eșuat, militarii nealăturându-i-se. La 4 iunie, Loubet a fost agresat la hipodromul Longchamp⁠(fr)[traduceți]. Aceste provocări, la care s-au adăugat manifestările permanente ale extremei drepte, deși nu au pus niciodată cu adevărat în pericol Republica, au creat totuși un val de simpatie pro-republicană care a dus la formarea unui „guvern de apărare republicană” în jurul lui Waldeck-Rousseau⁠(fr)[traduceți] la 22 iunie. Republicanii progresiști antidreyfusarzi, cum erau Méline, au fost împinși spre dreapta politică. Afacerea Dreyfus a dus la o recompunere clară a peisajului politic francez.

### Casarea sentinței din 1894

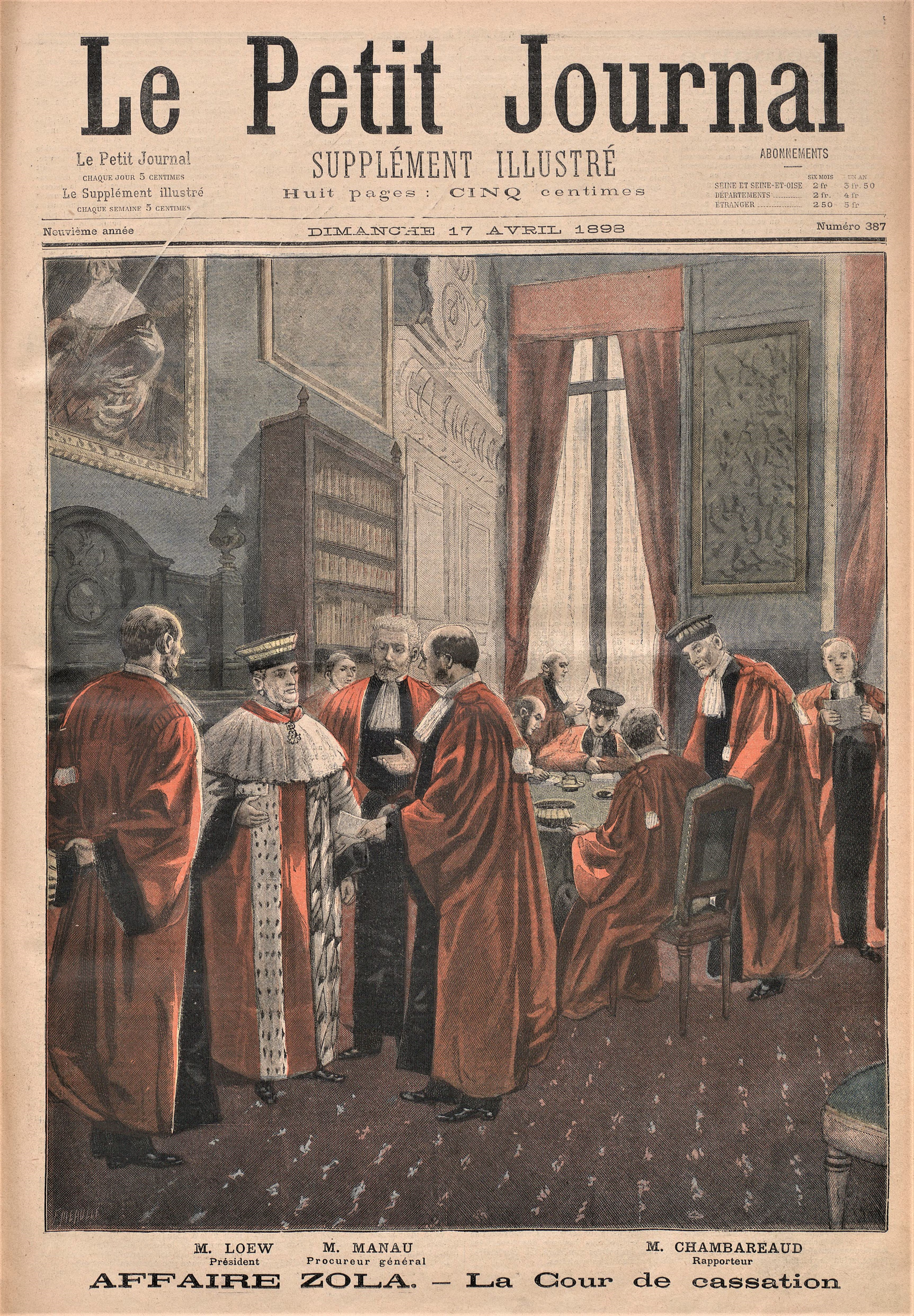
Magistrații parchetului penale în Le Petit Journal

Curtea de Casație a analizat cazul în contextul unor campanii de presă împotriva parchetului penal, magistrații fiind constant împroșcați cu noroi în ziarele naționaliste încă de la scandalul Panama⁠(fr)[traduceți]. La 26 septembrie 1898, după un vot în Guvern, Ministerul Justiției au făcut apel la Curtea de Casație. La 29 octombrie, în urma comunicării raportului dat de Alphonse Bard, parchetul penal a Curții declara „cererea admisibilă și se va proceda la o anchetă suplimentară în cazul ei”.
Lucrările au fost prezidate de procurorul Louis Loew⁠(fr)[traduceți]. El a devenit ținta unei campanii foarte violente de injurii antisemite, deși era un protestant alsacian, el fiind acuzat că ar fi dezertor, vândut prusacilor. În ciuda tăcerii complice a lui Mercier, Billot⁠(fr)[traduceți], Zurlinden și Roget care se ascundeau după autoritatea faptului judecat și după secretul de stat, afacerea a început să iasă ce în ce mai mult la iveală. Cavaignac a dat o depoziție de două zile, dar nu a reușit să demonstreze vinovăția lui Dreyfus. Dimpotrivă, el l-a disculpat fără să vrea prin datarea exactă a borderoului (august 1894).
Apoi Picquart a demonstrat lanțul de erori și conspirația. La 8 decembrie 1898, ca represalii pentru tentativele anunțate de retragere a dosarului, parchetul penal de pe lângă Curtea de Casație l-a scos pe Picquart de sub jurisdicția curții marțiale. A fost un nou obstacol pentru statul major. A izbucnit o nouă campanie de presă violent antisemită cu ocazia acestui eveniment, în schimb L'Aurore din 29 octombrie titra „Victoire” cu aceleași caractere ca și „J'Accuse…!”. Munca de anchetă a parchetului penal a fost însă reluată. „Dosarul secret” a fost analizat începând cu 30 decembrie, parchetul cerând să i se transmită și dosarul diplomatic, pe care l-a primit.
La 9 februarie, parchetul penal a transmis raportul său în care erau subliniate două fapte majore: este sigur că Esterházy a utilizat aceeași hârtie subțire ca și în borderou și dosarul secret este cu totul lipsit de substanță. Aceste două fapte desființau de unele singure toate procedurile împotriva lui Alfred Dreyfus. Dar în paralel, ca urmare a incidentului Beaurepaire, președintele Mazeau a declanșat o anchetă asupra parchetului penal, cu scopul de a-i retrage acesteia dosarul „pentru a nu purta ea singură responsabilitatea sentinței definitive”, ceea ce a privat parchetul de la efectele ce ar fi decurs direct din raportul său.
La 28 februarie, Waldeck-Rousseau⁠(fr)[traduceți] s-a exprimat pe fond în fața Senatului și a denunțat „conspirația morală” din sânul guvernului și din stradă. Revizuirea nu mai era evitabilă. La 1 martie 1899, noul președinte al parchetului civil de pe lângă Curtea de Casație, Alexis Ballot-Beaupré, a fost numit raportor pentru analizarea cererii de revizuire. El a abordat judicios dosarul și a cerut o anchetă suplimentară. Au fost interogați zece martori complementari, care au slăbit și mai mult versiunea statului major. În dezbaterea finală, într-o mostră de obiectivitate, președintele Ballot-Beaupré a demonstrat inutilitatea ca probă a borderoului, singura dovadă împotriva lui Dreyfus. Procurorul Manau l-a informat în acest sens pe președintele completului. Avocatul Mornard care o reprezenta pe Lucie Dreyfus a pledat fără dificultăți și fără opoziția parchetului.
La 3 iunie 1899, camerele reunite ale instanței supreme au casat sentința din 1894 într-o ședință solemnă. Cazul a fost retrimis curții marțiale din Rennes. Consecințele au fost imediate: Zola, exilat în Anglia, s-a întors în țară, Picquart a fost eliberat, Mercier a fost acuzat de comunicare ilegală a probelor. Prin această decizie, Curtea de Casație s-a impus ca autoritate veritabilă, capabilă să țină piept armatei și puterii politice. Pentru numeroși dreyfusarzi, această decizie era anticamera achitării căpitanului; ei uitau că tot armata îl va judeca. Curtea, prin decizia de casare cu rejudecare, credea în autonomia juridică a curții marțiale fără să ia în calcul legile „spiritului de trupă”.

## Procesul de la Rennes 1899

### Derularea procesului

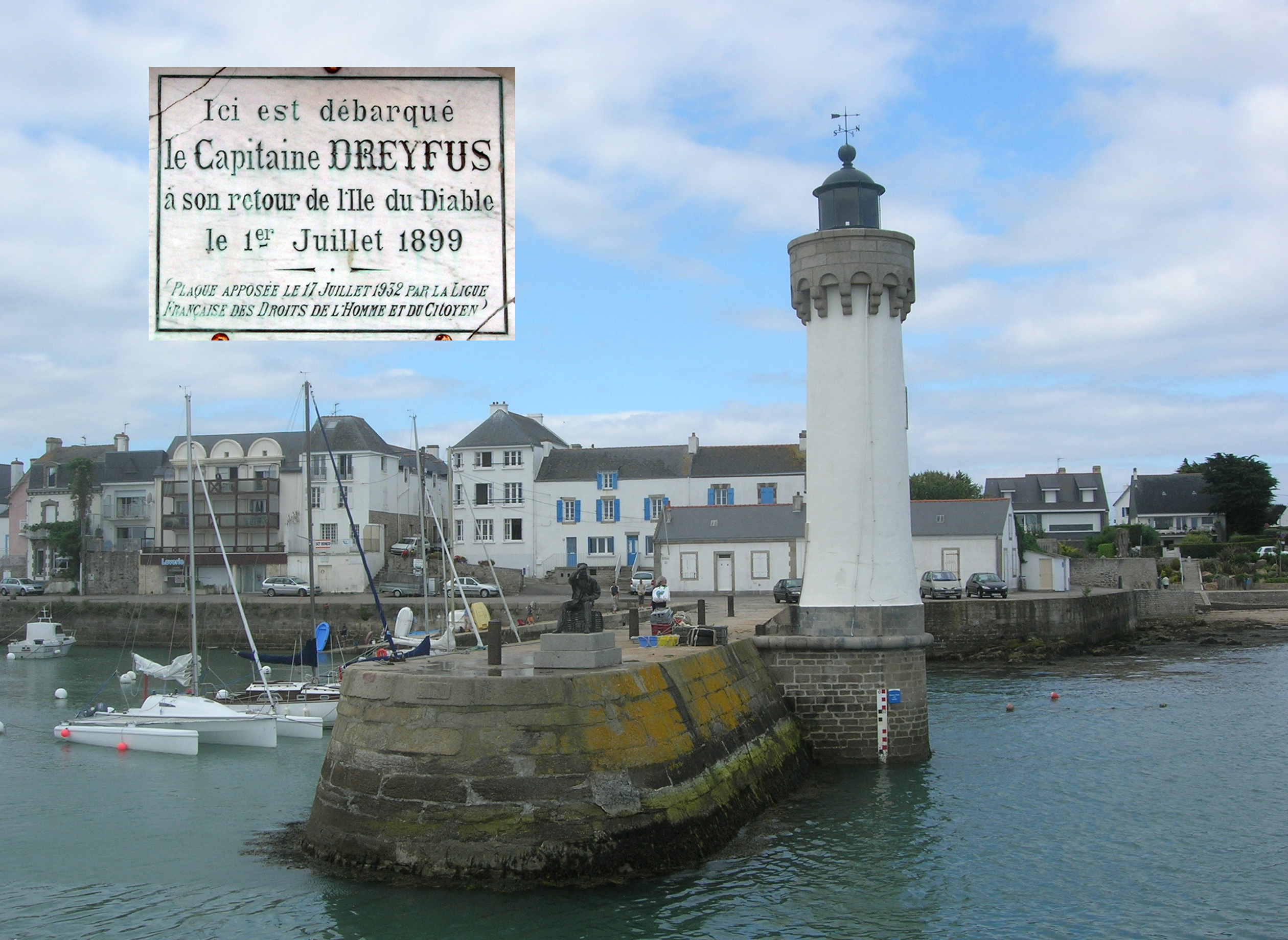
Portul Haliguen de la Quiberon unde a debarcat Dreyfus în iunie 1899

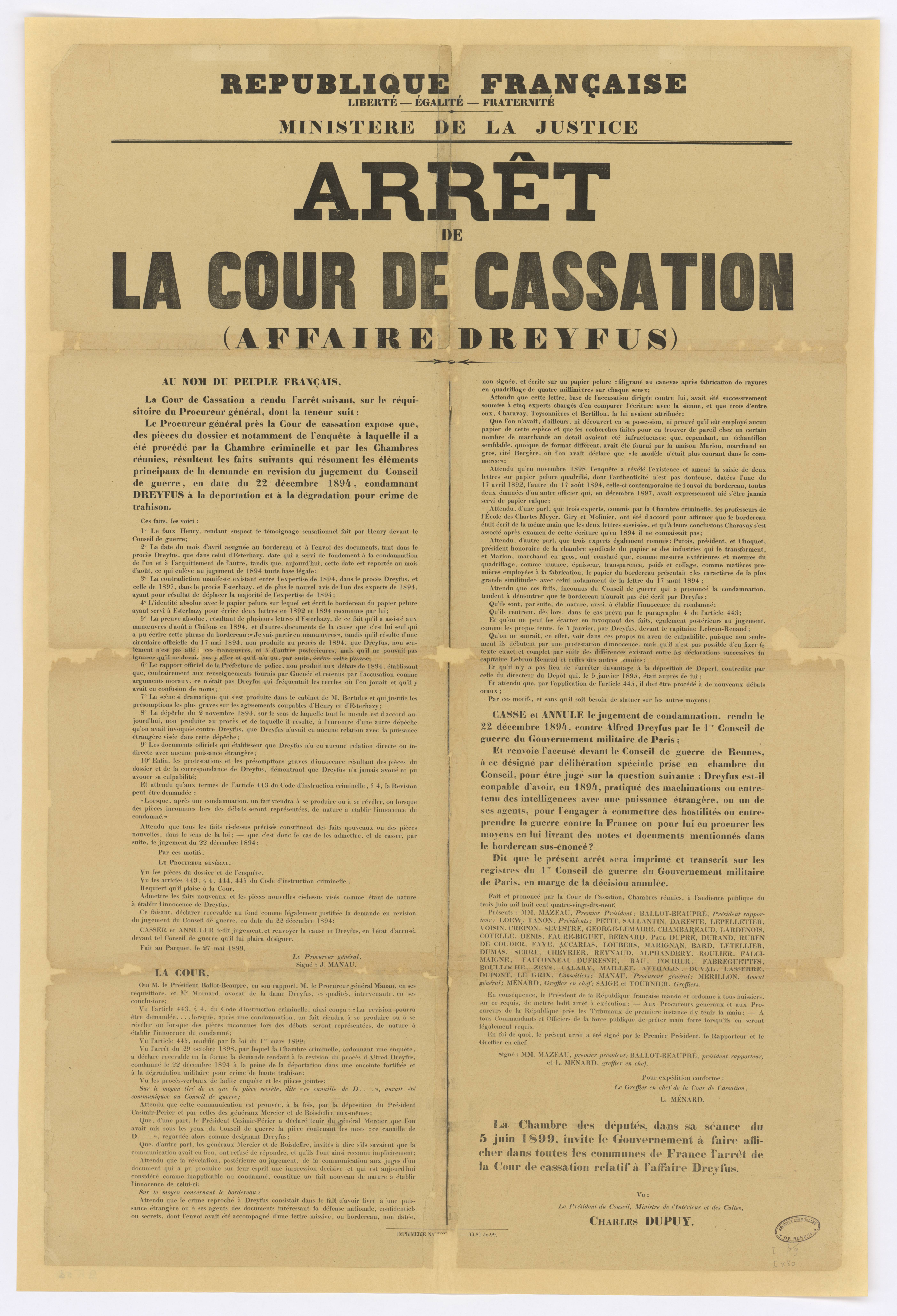
Decizia Curții de Casație, afișată în toate comunele Franței începând cu 5 iunie 1899

Deținutul nu era deloc la curent cu evenimentele ce se derulau la mii de kilometri de el: nici cu comploturile urzite ca el să nu se mai întoarcă niciodată, nici cu angajamentul nenumăraților oameni pentru cauza sa. Administrația penitenciarelor filtra informațiile pe care le considera confidențiale. La sfârșitul lui 1898, a aflat cu stupefacție despre dimensiunile reale ale cazului său, despre care nu știa nimic: acuzarea lui Esterházy de către fratele său, achitarea trădătorului, mărturisirea și sinuciderea lui Henry, toate acestea lecturând dosarul anchetelor Curții de Casație, care i-a parvenit la două luni după publicare. La 5 iunie 1899, Alfred Dreyfus a fost anunțat de hotărârea de casare a sentinței din 1894. La 9 iunie, el a părăsit Insula Diavolului, cu destinația Franța, închis într-o cabină ca un deținut, deși nu mai avea acest statut. El a debarcat la 30 iunie la Port-Haliguen⁠(fr)[traduceți], în peninsula Quiberon⁠(fr)[traduceți], în cel mai mare secret, „într-o întoarcere clandestină și nocturnă”. După cinci ani de martiriu, și-a regăsit pământul natal, dar a fost imediat închis începând cu 1 iulie în închisoarea militară din Rennes. El a fost adus la 7 august în fața curții marțiale din capitala bretonă, la liceul din Rennes (astăzi, liceul Émile Zola⁠(fr)[traduceți]).
Generalul Mercier, vârful de lance al antidreyfusarzilor, a intervenit constant în presă, pentru a reafirma corectitudinea primei judecăți, susținând constant că Dreyfus era vinovatul. Dar imediat, au apărut disensiuni pe marginea apărării lui Dreyfus. Cei doi avocați ai săi se angajaseră pe două strategii diferite. Demange dorea să rămână în defensivă și să obțină doar achitarea lui Dreyfus. Labori, un strălucit avocat tânăr, de 35 de ani, ofensiv, dorea să lovească mai sus; el dorea înfrângerea totală a statului major, umilirea lui publică. Mathieu Dreyfus și-a imaginat că cei doi avocați se vor completa reciproc. Derularea procesului a demonstrat că s-a înșelat, și că acuzarea s-a folosit de această eroare în fața unei apărări astfel slăbite.

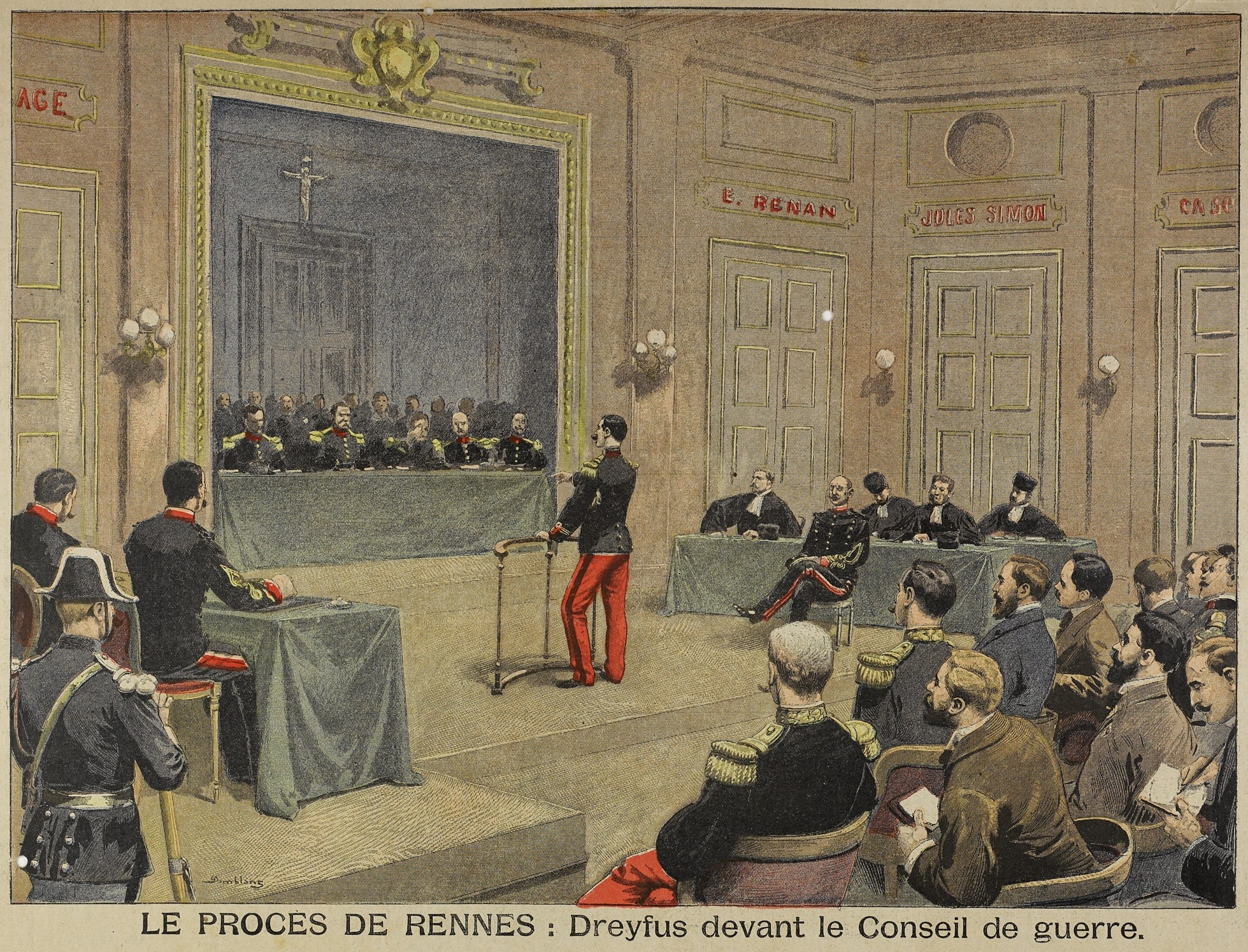
Procesul lui Alfred Dreyfus în curtea marțială de la Rennes

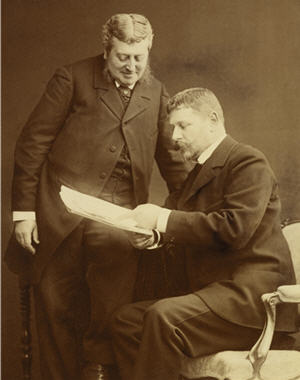
Avocații lui Dreyfus de la Rennes: Edgar Demange și Fernand Labori

Procesul s-a deschis la 7 august 1899 într-un climat de tensiune extremă. Rennes era în stare de asediu. Judecătorii curții marțiale erau sub presiune. Esterházy, care mărturisise că este autorul borderoului, exilat în Anglia, și du Paty, nu au fost prezenți. La apariția lui Dreyfus, emoțiile erau puternice. Apariția sa fizică i-a bulversat pe partizanii săi și pe unii dintre adversari. În ciuda stării sale fizice degradate, el stăpânea cu totul dosarul, pe care l-a analizat în doar câteva săptămâni. Tot statul major a depus mărturie împotriva lui Dreyfus fără a prezenta vreo probă.
Ei doar s-au încăpățânat și au considerat nule mărturisirile lui Henry și Esterházy. Procesul a tins să degenereze, în măsura în care deciziile Curții de Casație nu mai erau luate în considerare. S-a discutat mai ales despre borderou, deși se stabilise deja că el este dovada vinovăției lui Esterházy. Cu toate acestea, Mercier a fost huiduit la ieșirea de la audiere. Presa naționalistă și antidreyfusardă s-a pierdut în presupuneri pe marginea tăcerii lui în raport cu „proba decisivă” (pseudo-borderoul adnotat de Kaiser, despre a cărui existență nu a găsit nimeni vreodată vreo dovadă), despre care vorbise atât de mult înainte de proces.
La 14 august, Labori a fost victima unui atentat în drum spre tribunal. A fost împușcat în spate de către un extremist care a fugit și nu a fost niciodată prins. Avocatul a lipsit de la dezbateri peste o săptămână, în momentul decisiv al interogării martorilor. La 22 august, după ce starea i s-a îmbunătățit, s-a întors. Incidentele între cei doi avocați ai lui Dreyfus s-au multiplicat, Labori reproșându-i lui Demange prudența excesivă. Guvernul, pus în fața intransigenței armatei în proces, mai dispunea de două moduri în care să influențeze evenimentele: să facă apel la o mărturie a părții germane sau să renunțe la acuzare prin decizia ministrului de război. Negocierile de culise nu au avut însă rezultat. Ambasada germană a refuzat politicos guvernul. Ministrul de război, generalul Gaston de Galliffet⁠(fr)[traduceți], a trimis un mesaj respectuos maiorului Louis Carrière⁠(fr)[traduceți], comisarul Guvernului, cerându-i să rămână în spiritul hotărârii de revizuire luată de Curtea de Casație. Ofițerul s-a făcut că nu înțelege sugestia și, cu ajutorul avocatului naționalist Auffray, adevăratul suflet al acuzării, a făcut un rechizitoriu împotriva lui Dreyfus. De partea apărării, trebuia luată o hotărâre, întrucât rezultatul procesului se anunța a fi unul nefavorabil, în ciuda evidenței lipsei de probe împotriva acuzatului. În numele primului ministru, Waldeck-Rousseau, cu ajutorul lui Jaurès și al lui Zola, Labori s-a lăsat convins să renunțe la pledoaria sa pentru a nu ataca armata. S-a luat hotărârea de a juca cartea concilierii în schimbul achitării pe care părea să o promită guvernul. Dar a fost o nouă amăgire. Demange, singur, și fără iluzii, a asigurat apărarea lui Dreyfus, într-o atmosferă de război civil. La Paris, agitatorii antisemiți și naționaliști de la Auteuil au fost arestați. Jules Guérin⁠(fr)[traduceți] și cei ce fugiseră și se regrupaseră în Fort Chabrol⁠(fr)[traduceți] au fost atacați de poliție.

### Noua condamnare și grațierea

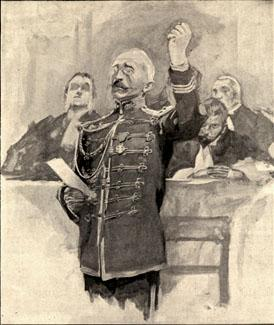
Noua condamnare a lui Alfred Dreyfus

La 9 septembrie 1899, Curtea și-a anunțat verdictul: Dreyfus a fost găsit vinovat de trădare, dar cu „circumstanțe atenuante” (cu 5 voturi contra 2), condamnat la zece ani de închisoare și o nouă degradare. Verdictul a fost la un singur vot de achitare, întrucât codul penal militar francez de pe atunci prevedea că o minoritate de trei judecători din șapte împotriva unei condamnări înseamnă achitare. Acest verdict absurd dădea impresia unei mărturisiri a vinovăției membrilor curții marțiale. Ei păreau că nu doresc să renege decizia din 1894, și știau bine că dosarul nu se bazează pe nimic. Această decizie poate fi însă interpretată și ca un verdict abil, întrucât judecătorii, menajându-i în același timp și pe colegii lor și pe moderații îngroziți de perspectiva unui război civil, recunoșteau implicit nevinovăția lui Dreyfus (în niciun caz pentru un act de trădare nu pot exista „circumstanțe atenuante”)
A doua zi după verdict, după multe ezitări, Alfred Dreyfus a cerut un nou apel. Waldeck-Rousseau⁠(fr)[traduceți], aflat într-o situație dificilă, a luat pentru prima oară în calcul posibilitatea unei grațieri. Pentru Dreyfus, aceasta ar fi însemnat recunoașterea vinovăției. Dar, aflat la capătul puterilor, după cinci ani departe de familia lui, a acceptat. Decretul a fost semnat la 19 septembrie și Dreyfus a fost eliberat la 21 septembrie 1899. Mulți dreyfusarzi au fost frustrați de acest deznodământ. Opinia publică a primit cu indiferență acest final. Franța își dorea pace și armonie în ajunul Expoziției Universale din 1900 și înainte de lupta pe care Republica avea să o dea pentru libertatea de asociere⁠(fr)[traduceți].

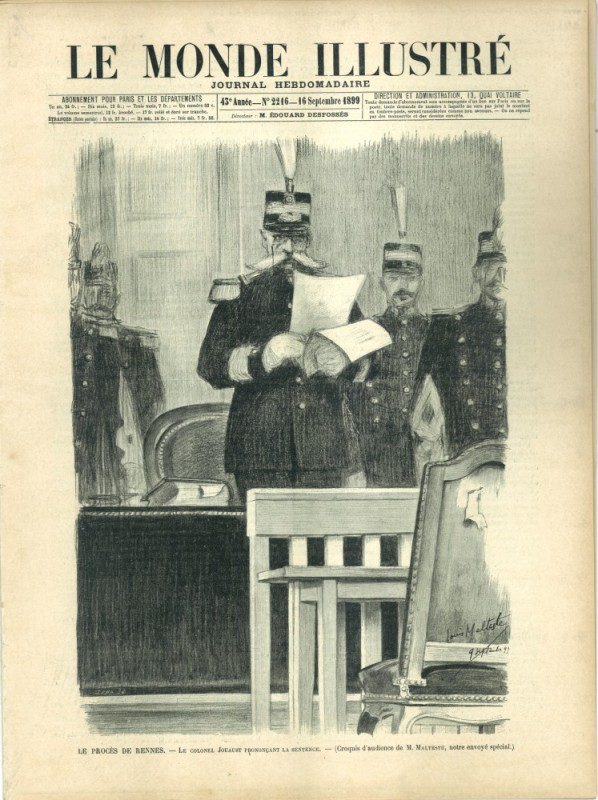
Colonelul Jouaust, președintele curții marțiale, citește verdictul de condamnare, pe prima pagină a săptămânalului Le monde illustré.

În acest spirit, la 17 noiembrie 1899, Waldeck-Rousseau a depus un proiect de lege de amnistie ce acoperea „toate faptele criminale și delictele conexe cazului Dreyfus sau care au fost comise într-o acțiune conexă uneia dintre aceste fapte”. Dreyfusarzii s-au revoltat, neputând accepta ca adevărații vinovați să fie amnistiați pentru crimele lor de stat, deși și Zola și Picquart urmau să fie exonerați. În ciuda marilor proteste, legea a fost adoptată. Singurul compromis obținut de ei a fost ca Dreyfus însuși (deja grațiat) să fie scutit explicit de lege de la amnistiere, pentru a putea obține o revizuire a sentinței care să-l declare ferm nevinovat; ceilalți însă au rămas nejudecați.

### Reacții
În Franța, reacțiile au fost puternice, cu declarații de „stupoare și tristețe” în tabăra revizionistă. Totuși, și alte reacții au tins să arate că „verdictul împăciuitor” dat de judecători este înțeles și acceptat de populație. Republicanii doreau pacea socială înainte de toate, să dea pagina acestei îndelungate afaceri extrem de polemice. Manifestațiile au fost foarte puțin numeroase în provincie, în Paris agitația persistând puțin. Și în lumea militară, s-a instalat o calmare a spiritelor. Doi dintre cei șapte judecători votaseră pentru achitare. Ei au refuzat să se supună ordinului militar implicit. Și acest fapt a fost înțeles în mod limpede. Într-o critică adresată armatei, Galliffet anunța: „incidentul este închis”.
Manifestații antifranceze au avut loc în douăzeci de capitale străine; presa internațională s-a scandalizat.
Reacțiile au fost de două categorii. Anglo-saxonii, legaliști, s-au concentrat pe cazul de spionaj și au contestat destul de vehement condamnarea fără vreo dovadă. În acest sens, raportul redactat de Lord Chief Justice⁠(en)[traduceți] al Angliei, Lordul Russell de Killowen⁠(en)[traduceți], adresat reginei Victoria la 16 septembrie 1899, este un simbol al repercusiunilor mondiale ale Afacerii în Regatul Unit. Magistratul englez, care venise ca observator la Rennes, a criticat slăbiciunea curții marțiale:
„Judecățorii militari nu cunoșteau nici legea, nici procedurile penale. Le lipsea experiența și priceperea pentru a vedea dovezile din spatele dovezilor. Erau înecați de prejudecăți și au acționat conform cu ceea ce ei considerau a fi onoarea armatei. Impresionați și plini de respect față de superiorii lor, au acordat prea multă importanță fragilității afirmațiilor acuzatoare îndreptate exclusiv împotriva acuzatului. [...] Căci desigur se putea prezice cu siguranță că, dacă procesul de revizuire ar fi avut loc în fața Curții de Casație, [...], Dreyfus ar fi acum un om liber.”
Pentru Germania și Italia, cele două țări implicate indirect în cazul contra lui Dreyfus, a fost o ușurare.
Deși împăratul german regreta că nevinovăția lui Dreyfus nu fusese recunoscută, normalizarea relațiilor franco-prusace care se anunța era văzută ca pe o binevenită destindere. Niciuna din țări nu avea interesul pentru o permanentizare a tensiunii. Diplomația celor trei puteri, cu ajutorul Angliei, avea să acționeze pentru destinderea atmosferei care se va degrada din nou în ajunul Primului Război Mondial.
Această concluzie judiciară a avut și o consecință tristă asupra relațiilor dintre familia Dreyfus și ramura radicală a dreyfusarzilor. Fernand Labori, Jaurès și Clemenceau, cu consimțământul generalului Picquart, îi reproșau deschis lui Alfred Dreyfus că acceptase grațierea și că protestase prea puțin față de legea amnistiei.
La doi ani după acest deznodământ, prietenia lor lua sfârșit astfel, pentru niște amănunte minore.

## Lungul drum spre reabilitare - 1900-1906
Preferând să evite un al treilea proces, guvernul a hotărât să-l grațieze pe Dreyfus, decretul fiind semnat de președintele Émile Loubet⁠(fr)[traduceți] la 19 septembrie 1899, după multiple tergiversări. Deși eliberat, Dreyfus nu era astfel exonerat. Procesul de reabilitare va fi desăvârșit abia după șase ani, fără strălucire și fără pasiuni. Numeroase cărți au apărut în această perioadă. În afara memoriilor lui Alfred Dreyfus, intitulate Cinq années de ma vie („Cinci ani din viața mea”), Reinach a publicat propria sa Istorie a afacerii Dreyfus, iar Jaurès a publicat Les Preuves („Dovezile”). În ce-l privește pe Zola, el a scris a treia carte din seria Evangheliilor sale: Adevărul. Chiar și Esterházy a profitat de informațiile sale și a vândut mai multe versiuni diferite ale textelor depoziției sale consulului francez.

### Moartea lui Zola
La 29 septembrie 1902, Zola, primul intelectual dreyfusard, a murit asfixiat cu fumul din sobă. Soția sa, Alexandrine, a scăpat la limită. A fost un mare șoc pentru tabăra dreyfusardă.
Anatole France, care ceruse ca Dreyfus să fie prezent la înmormântare, deși prefectul poliției îi dorea absența „pentru a evita probleme”, a citit celebra sa orație funebră pentru autorul lui „J'accuse…!”:
„Trebuind să amintesc de lupta întreprinsă de Zola pentru dreptate și adevăr, pot eu să păstrez liniștea despre acei oameni puși pe ruinarea unui nevinovat și care, simțindu-se pierduți când el s-ar fi salvat, îl sufocau cu îndrăzneala disperată a fricii?

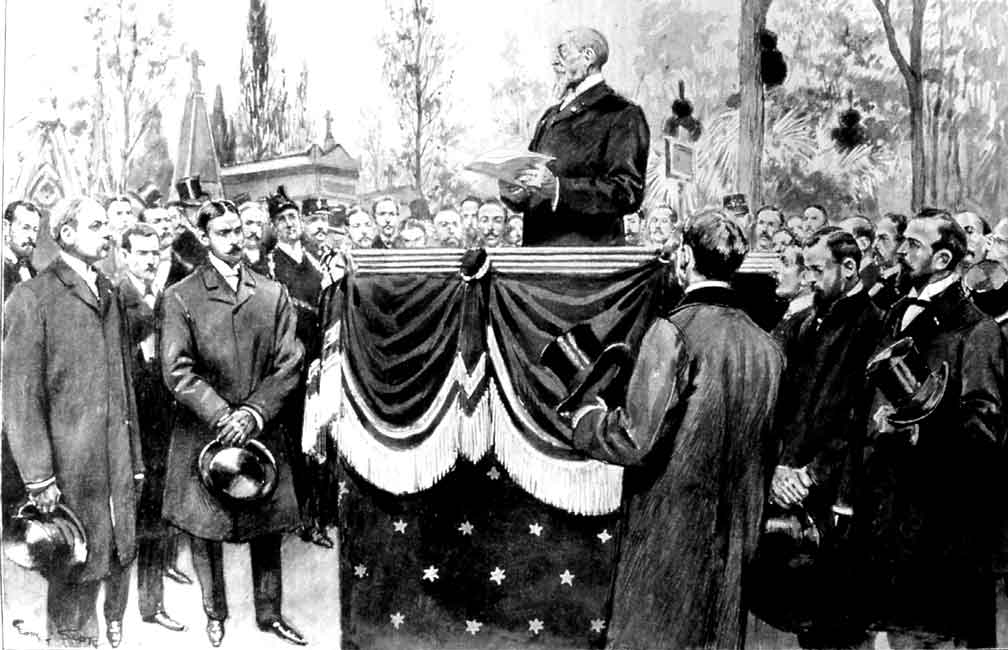
Înmormântarea lui Zola, unde Anatole France și-a adus omagiul prietenului său.

Cum să vi-i ascund, atunci când trebuie să vi-l arăt pe Zola ridicându-se, slab și dezarmat, împotriva lor?

Pot să trec sub tăcere minciunile lor?

Ar însemna să trec sub tăcere cinstea lui eroică.

Pot să trec sub tăcere crimele lor?

Ar însemna să trec sub tăcere virtutea lui.

Pot să trec sub tăcere jignirile și calomniile pe care le-au proferat la adresa lui?

Ar însemna să trec sub tăcere răsplata și onorurile lui.

Pot să trec sub tăcere rușinea lor?

Ar însemna să trec sub tăcere gloria lui.

Nu, mai bine voi vorbi.

Să-l invidiem: și-a cinstit patria și lumea cu o operă imensă și cu un gest măreț.

Să-l invidiem: destinul și inima lui fură din cele mai mărețe.

A fost un moment al conștiinței umane.”

### Semireabilitarea

#### Reabilitarea juridică

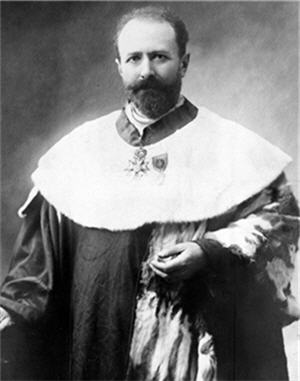
Manuel Baudoin, procuror general aflat la originea reabilitării căpitanului Dreyfus

Alegerile din 1902 au adus victoria stângii. Jean Jaurès, redevenit deputat, a relansat afacerea la 7 aprilie 1903 într-un moment când toată Franța o credea îngropată pentru totdeauna. Într-un discurs, Jaurès a evocat lunga listă de falsuri care punctau dosarul Dreyfus, și a insistat în mod deosebit pe două elemente proeminente:
- Scrisoarea de demisie a generalului de Pellieux, redactată în termeni foarte duri. Din punct de vedere juridic, ea are forma unei mărturisiri a complotului statului major:

„[...] înșală oameni fără onoare, nu se mai poate baza pe încrederea subordonaților fără de care comanda este imposibilă și, din punctul meu de vedere, neputând avea încredere în aceia dintre superiorii mei care m-au pus să lucrez pe falsuri, cer pensionarea.”
- Pretinsul borderou adnotat (de împăratul Wilhelm al II-lea) la care generalul Mercier făcuse aluzie cu ocazia procesului de la Rennes, despre care presa scria că i-a influențat pe judecătorii curții marțiale.[u][202][203]

În fața acestor noi fapte, generalul André⁠(fr)[traduceți], noul ministru de război, a declanșat o anchetă la cererea lui Émile Combes⁠(fr)[traduceți], asistat de magistrați. Ancheta a fost întreprinsă de căpitanul Targe, adjunctul ministrului. Cu ocazia perchezițiilor efectuate la Secțiunea de Statistici, s-au descoperit numeroase documente, majoritatea vizibil falsificate.
În noiembrie 1903, ministrul de război a întocmit un raport adresat Ministerului Justiției. Întrucât ministrul a găsit o eroare a tribunalelor militare, aceasta era uzanța. A fost începutul unei noi revizuiri, conduse de avocatul Ludovic Trarieux⁠(fr)[traduceți], fondatorul Ligii pentru Drepturile Omului⁠(fr)[traduceți], cu o anchetă minuțioasă care a durat doi ani.
Anii 1904 și 1905 au fost dedicați diferitelor faze judiciare în fața Curții de Casație. Curtea a identificat trei fapte de revizuit:
- demonstrarea falsului telegramei lui Panizzardi;
- demonstrarea schimbării datei unei probe din procesul din 1894 (aprilie 1895 schimbată în aprilie 1894);
- demonstrarea faptului că Dreyfus nu a făcut dispărute minutele legate de distribuirea artileriei grea în armată.

Privind scrisul borderoului, curtea a fost deosebit de severă cu Bertillon⁠(fr)[traduceți] care „a raționat greșit pe documente false”. Raportul demonstrează că scrisul era chiar al lui Esterházy, ceea ce între timp acesta începuse să nege. În sfârșit, Curtea a demonstrat printr-o analiză completă și subtilă a borderoului invaliditatea acestei construcții pur intelectuale, și o comisie de patru generali condusă de un specialist în artilerie, generalul Sebert⁠(fr)[traduceți], a afirmat „că este foarte improbabil ca un ofițer de artilerie să fi scris această misivă”.

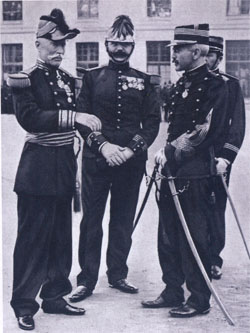
La dreapta, maiorul Alfred Dreyfus, reabilitat la Invalides, se întreține cu generalul Gillain. În centru, maiorul Targe, anchetator și descoperitor al multor falsuri.

La 9 martie 1905, procurorul general Baudouin a transmis un raport de 800 de pagini în care reclama casarea fără rejudecare și mustra armata. El a declanșat o reformare a justiției militare care avea să se încheie abia în 1982. Abia la 12 iulie 1906, Curtea de Casație, cu toate instanțele reunite, a anulat fără rejudecare sentința dată la Rennes în 1899 și a pronunțat „hotărârea de reabilitare a căpitanului Dreyfus”. Antidreyfusarzii au protestat față de această reabilitare pe care o considerau grăbită și făcută pe ascuns. Dar scopul era evident unul politic: era vorba de încheierea chestiunii și întoarcerea definitivă a paginii. Nimic nu putea schimba convingerea adversarilor lui Dreyfus. Această formă a fost deci cea mai directă și cea mai definitivă. Nu a fost anulată doar sentința de la Rennes, ci întreg lanțul de fapte anterioare, începând cu ordinul de trimitere în judecată emis de generalul Saussier⁠(fr)[traduceți] în 1894.
Curtea s-a concentrat numai pe aspectele juridice și a constatat că Dreyfus nu trebuie retrimis în fața unei curți marțiale pentru simplul motiv că de la bun început el nu ar fi trebuit trimis acolo, în condițiile totalei absențe a vreunei probe care măcar să atragă suspiciunile asupra lui:
„Remarcăm, în ultima analiză, că din acuzațiile aduse împotriva lui Dreyfus, nimic nu stă în picioare; și că anularea sentinței curții marțiale nu lasă nimic care ar putea  fi calificat drept crimă sau delict; astfel, conform ultimului paragraf al articolului 445 nu trebuie efectuată nicio rejudecare.”

#### Nedreptatea militară

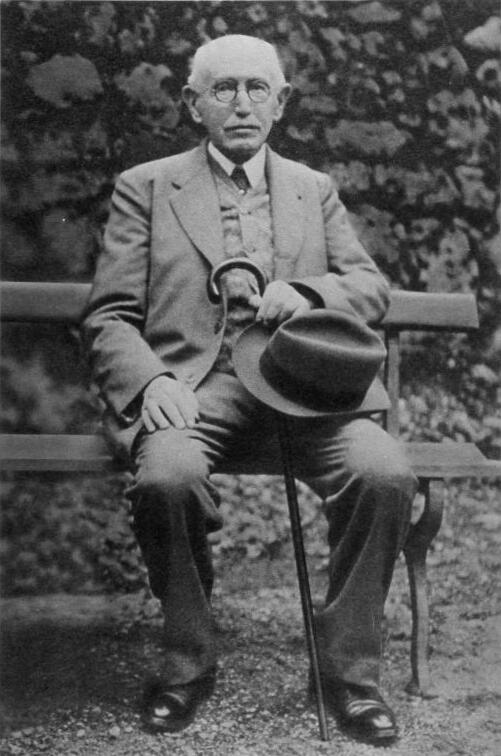
Alfred Dreyfus în 1935, anul în care a murit.

Dreyfus a fost reintegrat parțial în armată, cu grad de șef de escadrilă (maior), prin legea din 13 iulie 1906. Cei cinci ani de încarcerare nu au fost luați în calcul pentru reconstituirea carierei sale, ceea ce l-a făcut neeligibil pentru gradul de general. Această decizie a distrus orice speranță pentru o carieră demnă de reușitele anterioare arestării sale în 1894. Sănătatea precară afectată de anii de temniță l-a obligat să ceară trecerea în rezervă în iunie 1907. Magistrații nu au putut face nimic împotriva acestei ultime nedreptăți comise intenționat. Dreptatea și egalitatea fuseseră încă o dată strâmbate. Dreyfus nu a cerut niciodată despăgubiri statului sau celor care l-au nedreptățit. Singurul lucru care conta pentru el era recunoașterea nevinovăției lui.
La 4 iunie 1908, cu ocazia transferului cenușei lui Émile Zola la Panthéon, Alfred Dreyfus a fost victima unui atentat. Louis Grégori⁠(fr)[traduceți], ziarist de extremă dreapta, adjunct al lui Drumont, a tras două focuri de revolver și l-a rănit ușor pe Dreyfus în braț. Pentru Action française obiectivul era de a perturba măcar această ceremonie ce-i viza pe „cei doi trădători”: Zola și Dreyfus,
dar și de a reface procesul Dreyfus într-un nou caz, un fel de răzbunare. Procesul desfășurat la judecătoria Senei, în care Grégori a fost achitat, ultima dintr-un lung șir de erori judiciare, a fost ocazia pentru noi răscoale antisemite reprimate fără fermitate de guvern..
Ca ofițer de rezervă, Dreyfus a participat la Primul Război Mondial la o unitate încartiruită în Paris, ca șef al unui parc de atilerie, apoi postat la Chemin des Dames și la Verdun. Și-a încheiat cariera militară cu gradul de colonel. A murit la 12 iulie 1935 la 75 de ani, în indiferența generală. Marie-Georges Picquart⁠(fr)[traduceți] a fost și el oficial reabilitat și reintegrat în armată cu gradul de general de brigadă. A fost chiar ministru de război între 1906 și 1909 în primul guvern Clemenceau. A murit în 1914 într-un accident de călărie.

## Urmări
Afacerea Dreyfus a lăsat urme adânci în societatea franceză și a avut impact în toate segmentele societății, în unele chiar foarte profund.

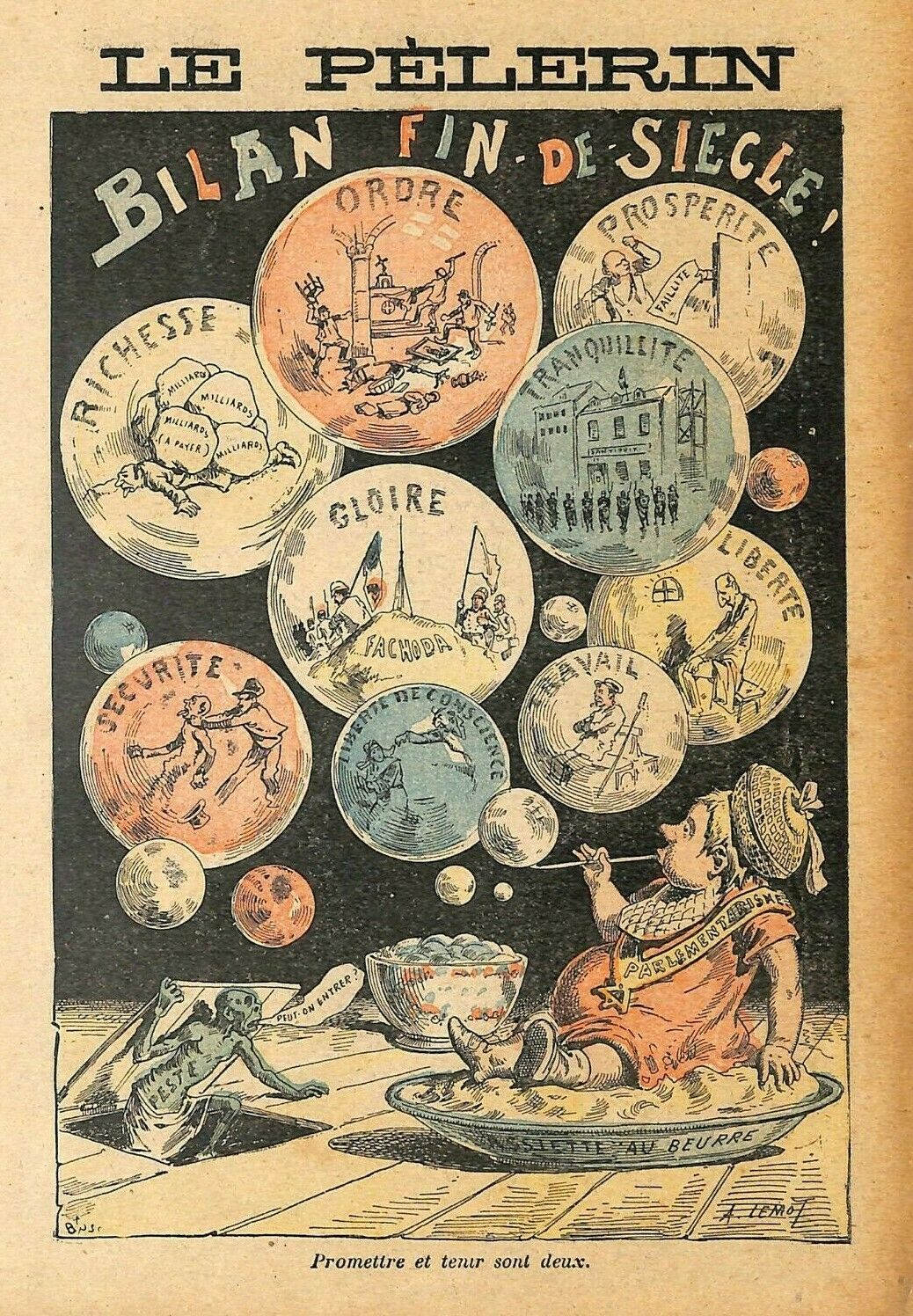
Bilanț de sfârșit de secol, caricatură antirepublicană apărută în Le Pèlerin în 1900

### Urmări politice
Afacerea a revitalizat confruntarea între două mari tabere în viața politică franceză. Această opoziție a avut totuși, conform tuturor istoricilor, un efect benefic asupra ordinii republicane. S-a observat, într-adevăr, o întărire a democrației parlamentare și un eșec al forțelor monarhiste și reacționare.
Violența excesivă a partidelor naționaliste i-a făcut pe republicani să se ralieze într-un front unit, care a dejucat tentativele de revenire la vechea ordine. Pe termen scurt, forțele politice progresiste, apărute la alegerile din 1893 și confirmate în 1898, în plină afacere Dreyfus, deja dispăruseră în 1899. Șocul proceselor Esterházy și Zola au dus la acțiuni politice al căror scop era dezvoltarea unei conștiințe republicane și lupta împotriva naționalismului autoritarist care s-a exprimat cu această ocazie. Progresul dezinhibat al unui naționalism populist a fost o altă mare consecință a evenimentului în lumea politică franceză, și deși acesta nu s-a născut odată cu afacerea Dreyfus, doctrina politică naționalistă fiind teoretizată de Maurice Barrès încă din 1892. Naționalismul a cunoscut suișuri și coborâșuri, dar a reușit să se mențină totuși ca forță politică, sub titulatura de Action française, până la înfrângerea din 1940, când, după cincizeci de ani de luptă, a ajuns la putere și a putut să-și pună în aplicare marele vis al lui Drumont, acela de a „purifica” statul⁠(fr)[traduceți] cu urmările binecunoscute. Cu acea ocazie, ralierea a numeroși republicani regimului de la Vichy, care fără ei nu ar fi funcționat decât într-o manieră cel mult precară, a demonstrat însă și fragilitatea instituției republicane în condiții extreme. După eliberarea Franței, Charles Maurras, colaboraționist condamnat la 25 ianuarie 1945, scria despre verdict că „este răzbunarea lui Dreyfus!”
Un alt efect indirect al afacerii a fost o mutație intelectuală a socialismului. Jaurès a fost un dreyfusard târziu (ianuarie 1898), convins fiind de socialiștii revoluționari. Dar angajarea sa a devenit una hotărâtă, de partea lui Georges Clemenceau începând cu 1899, sub influența lui Lucien Herr⁠(fr)[traduceți]. Anul 1902 a adus nașterea a două partide: Partidul Socialist Francez⁠(fr)[traduceți], în care s-au adunat jaurésienii, și Partidul Socialist din Franța⁠(fr)[traduceți], sub influența lui Guesde și Vaillant.
Cele două partide au fuzionat în 1905 într-o Secțiune franceză a Internaționalei Muncitorești⁠(fr)[traduceți] (SFIO).
În 1901 a apărut Partidul Republican Radical-Socialist, primul partid politic modern conceput ca mașină politică a republicanilor uniți. El avea o structură permanentă și s-a bazat pe rețelele dreyfusarde. Crearea Ligii Franceze pentru Apărarea Drepturilor Omului și Cetățeanului⁠(fr)[traduceți] a fost contemporană cu afacerea și a devenit creuzetul unei stângi intelectuale extrem de active la începutul secolului al XX-lea, conștiință a stângii umaniste.
Pe plan politic, ultima consecință a fost o reînnoire profundă a figurilor politice la trecerea dintr-un secol în altul, cu dispariția marilor figuri republicane, începând cu Auguste Scheurer-Kestner. Cei care, la sfârșitul secolului cântăriseră greu asupra evenimentelor afacerii au dispărut, lăsând locul unor oameni noi, a căror ambiție era reformarea și corectare erorilor și nedreptăților comise înainte.

### Urmări sociale

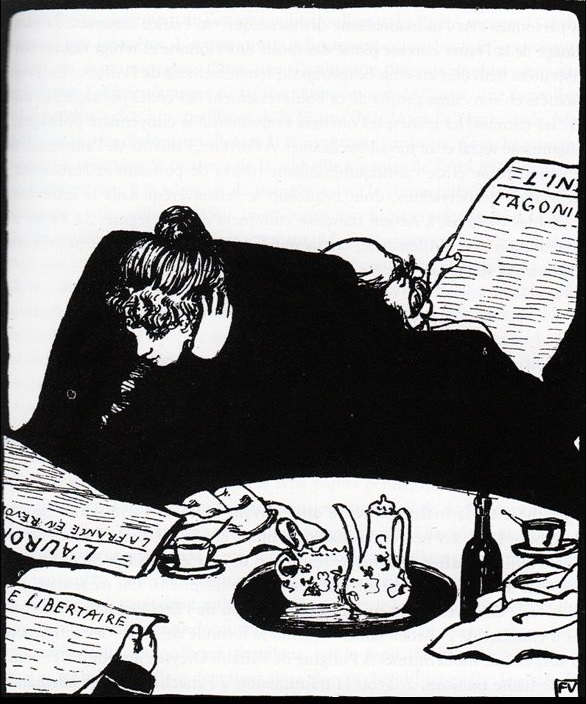
În familie de Félix Vallotton în Le Cri de Paris. Afacerea Dreyfus a tăiat Franța în două, chiar și în rândul aceleiași familii.

Din punct de vedere social, antisemitismul⁠(fr)[traduceți] s-a aflat în prim plan. Existent deja dinainte, el se exprimase în contextul cazurilor boulangismului⁠(fr)[traduceți] și al canalului Panama. Dar el fusese un fenomen restrâns la o elită intelectuală. Afacerea Dreyfus a răspândit ura rasială în toate straturile societății, mișcare ce a început cu siguranță odată cu succesul din 1886 al cărții La France juive de Édouard Drumont, dar care a fost amplificată enorm de diversele episoade judiciare și de diversele campanii de presă vechi de aproape cincisprezece ani. Antisemitismul a devenit de atunci un fenomen oficial și expus în numeroase medii, inclusiv muncitorești. Candidați la alegerile legislative s-au folosit de antisemitism ca slogan electoral. Acest antisemitism a fost întărit de criza separării bisericii de stat⁠(fr)[traduceți] începând cu 1905, care l-a adus probabil la paroxismul său în Franța. Trecerea la fapte a fost permisă de ajungerea la putere a regimului de la Vichy, care a dat frâu liber expresiei nestăvilite și totale a urii rasiale. La ieșirea din război, monstruozitatea soluției finale a devenit evidentă pentru toată lumea și a dus la cenzurarea până în ziua de astăzi a exprimării unui antisemitism, care mai apare din când în când în declarațiile partidelor naționaliste, pe atât de șocante pe cât sunt de rare. Persistența unui sentiment antisemit rezidual în Franța, pare încă de actualitate judecând după anumite crime și infracțiuni care, uneori, apar pe primele pagini ale ziarelor.
O altă urmare în plan social a fost întărirea rolului presei: pentru prima oară, ea a exercitat o influență importantă asupra vieții politice franceze. Se poate vorbi de a patra putere în stat, ea chiar ajungând să se substituie tuturor instituțiilor statului. Înalta ținută redacțională a acestei prese a provenit mai ales din munca scriitorilor și romancierilor care au folosit ziarele ca mijloc revoluționar de exprimare. Puterea acestei prese i-a obligat în mod sigur pe oamenii politici să acționeze, de exemplu Mercier, care se pare că a promovat insistent procesul Dreyfus din 1894 doar pentru a liniști ziarul La Libre Parole⁠(fr)[traduceți] care îl ataca agresiv. Acestea fiind spuse, rolul presei a fost limitat de procesul de difuzare a suportului lor fizic, foarte puternic în Paris, dar slab la nivel național. Ansamblul tirajelor presei naționale părea să graviteze în jurul cifrei de patru milioane și jumătate de exemplare, ceea ce relativizează puternic influența sa reală. Se observă de altfel în 1899 apariția unei prese anume destinate să coordoneze lupta (în tabăra dreyfusistă), cu Journal du Peuple al lui Sébastien Faure⁠(fr)[traduceți].

### Urmări pe plan internațional

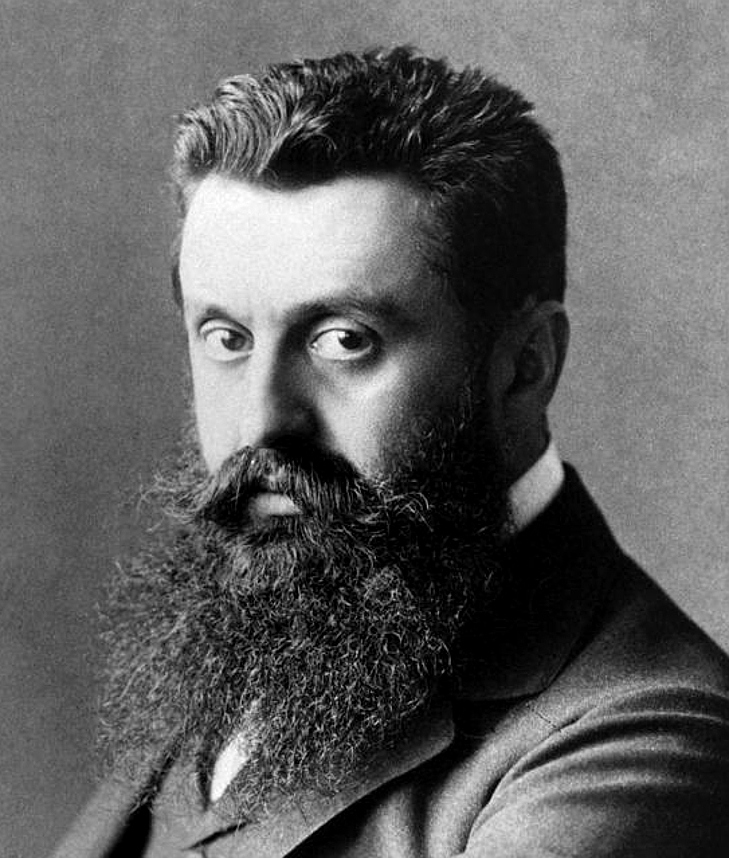
Theodor Herzl a creat fr în urma afacerii Dreyfus.

Afacerea Dreyfus a creat dificultăți pe calea ameliorării relațiilor între Franța și Italia după conflictul de frontieră, Italia fiind cea mai dreyfusardă țară europeană.
Șocul afacerii Dreyfus a avut un impact și asupra mișcării sioniste „care aici a găsit un teren propice ieșirii din anonimat”.
Ziaristul austro-ungar Theodor Herzl a părut profund marcat de afacerea Dreyfus care a survenit după începutul activității sale de corespondent pentru Die Presse⁠(de)[traduceți] din Viena. El a asistat la degradarea lui Alfred Dreyfus în 1895. „Afacerea […] a acționat ca un catalizator al transformării lui Herzl”. În fața valului de antisemitism care a însoțit-o, Herzl s-a „convins de necesitatea rezolvării chestiunii evreiești”, care a devenit „o obsesie pentru el”. În Der Judenstaat⁠(de)[traduceți] (Statul Evreilor), el considera că „dacă Franța — bastion al emancipării, al progresului și socialismului universalist — [a putut să fie] cuprinsă de un vârtej de antisemitism și să lase mulțimea pariziană să scandeze «moarte evreilor!», unde ar putea aceștia din urmă să se mai simtă în siguranță — dacă nu într-o țară a lor? Asimilarea nu va rezolva problema întrucât elitele n-o vor permite, așa cum a demonstrat în mod limpede afacerea Dreyfus”. Șocul a fost cu atât mai puternic cu cât, după își petrecuse toată tinerețea în Austria, țară antisemită, Herzl alesese să se mute în Franța tocmai pentru imaginea umanistă pe care aceasta și-o crease înainte de excesele extremiste.
Începând cu 1897, el a organizat primul congres sionist la Basel și este considerat ca „inventator al sionismului” ca veritabilă mișcare politică. Afacerea Dreyfus a marcat și o mare schimbare în viața a numeroși evrei din Europa de Vest și Centrală, așa cum făcuseră și pogromurile din 1881–1882 pentru evreii din Europa de Est.

## Istoriografia afacerii Dreyfus

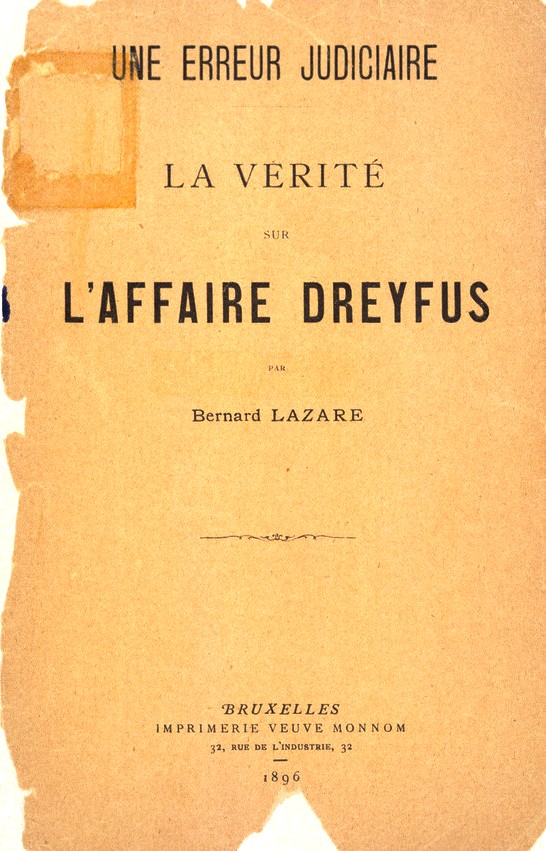
Prima broșură a lui Bernard Lazare, Une erreur judiciaire, publicată în 1896 la Bruxelles

Afacerea Dreyfus se distinge prin numărul important de opere publicate pe subiect. O parte importantă a acestor publicații relevă doar simple polemici și nu sunt lucrări istorice. Dar aceste opere sunt consultate în cadrul studiilor psiho-sociale ale afacerii.
Marele interes al studiului afacerii Dreyfus rezidă în faptul că toate arhivele sunt disponibile cu ușurință. Deși dezbaterile curții marțiale din 1894 nu au fost stenografiate, rezumatele tuturor audiențelor publice ale numeroaselor procese ale afacerii pot fi în schimb consultate. Altfel, există un mare număr de arhive accesibile la Arhivele Naționale⁠(fr)[traduceți] și la Arhivele Militare ale Cetății Vincennes.
O literatură contemporană afacerii a fost publicată și în perioada 1894–1906, începând cu broșura lui Bernard Lazare, primul intelectual dreyfusard: în ciuda unor erori factuale, ea rămâne o mărturie a etapelor către revizuirea sentinței.
Lucrarea lui Joseph Reinach⁠(fr)[traduceți], Istoria afacerii Dreyfus în șapte volume, care și-a început apariția în 1901 și s-a terminat cu indexul în 1911, a fost lucrarea de referință înainte de publicarea operelor istorice științifice apărute începând cu anii 1960. Ea conține foarte multe informații exacte, în ciuda câtorva interpretări în general contestate privind motivele ce au stat la baza afacerii.
Pe de altă parte, există „memoriile instantanee” ale mărturiilor directe, cum ar fi cartea antisemită și mincinoasă a lui Esterházy, sau memoriile redactate de Alfred Dreyfus însuși în Cinq années de ma vie. Este vorba de mărturii de natură să completeze ansamblul panoramic al afacerii.
Le précis de l'affaire Dreyfus de Henri Dutrait-Crozon⁠(fr)[traduceți], pseudonim al colonelului Larpent, stă la baza întregii literaturi antidreyfusarde de după afacere și până în zilele noastre. Autorul a dezvoltat acolo teoria conspirației alimentate de finanțele evreiești, de a-l învinovăți pe Esterházy să se acuze singur de crimă. În afara cercurilor științifice, se găsește un întreg eșafodaj de astfel de ipoteze nedemonstrate de nicio dovadă.
Publicarea carnetelor lui Schwartzkoppen, în 1930, a adus clarificări asupra rolului vinovat al lui Esterházy în afacere și l-a disculpat în același timp pe Alfred Dreyfus, dacă mai era nevoie. Extrema dreaptă contestă valoarea acestei mărturii, dar majoritatea istoricilor o rețin ca sursă validă, în ciuda unor ambiguități și inexactități.
Perioada ocupației naziste a aruncat un văl asupra afacerii. Eliberarea și dezvăluirea Holocaustului au dus la reflecții mai profunde asupra ansamblului afacerii Dreyfus. Jacques Kayser (1946), și apoi Maurice Paléologue (1955) și Henri Giscard d'Estaing (1960) au relansat afacerea fără mari dezvăluiri, un pas considerat în general insuficient în plan istoric.
Marcel Thomas, arhivist paleograf, custode-șef la Arhivele Naționale⁠(fr)[traduceți], a adus în 1961, prin opera sa în două volume Affaire sans Dreyfus, o totală reînnoire a istoriei afacerii, pe baza tuturor arhivelor publice și private disponibile. Opera sa este soclul ansamblului studiilor istorice ulterioare.
În același an, Henri Guillemin⁠(fr)[traduceți], cu a sa Énigme Esterházy, pare să găsească cheia „enigmei” în existența unui al treilea om (în afară de Dreyfus și Esterházy), explicație pe care acesta a împărtășit-o pentru o vreme cu Michel de Lombarès, după care a abandonat-o după câțiva ani.
Jean Doise⁠(fr)[traduceți], specialist în studii militare și cu o bună pregătire tehnică, încearcă să explice afacerea prin geneza tunului de 75 mm model 1897 în Un secret bien gardé, dar ipotezele formulate de el drept concluzii sunt privite într-o manieră foarte critică.
Jean-Denis Bredin⁠(fr)[traduceți], avocat și istoric, a scris L'Affaire în 1983, operă recunoscută drept cea mai bună lucrare scrisă pe subiect. Interesul operei constă în relația strict factuală și documentată între fapte și într-o reflecție din mai multe puncte de vedere asupra diferitelor aspecte ale acestui eveniment.
În sfârșit, lui Vincent Duclert⁠(fr)[traduceți] îi revine meritul de a fi produs în 2005 prima biografie a lui Alfred Dreyfus, în 1.300 de pagini, între circa zece alte publicații despre afacerea Dreyfus, inclusiv corespondența completă între Alfred și Lucie Dreyfus între 1894 și 1899.
Altfel, afacerea Dreyfus a furnizat pretextul pentru numeroase opere de ficțiune. Ultima operă a lui Émile Zola (1902), Adevărul, transpune afacerea Dreyfus în lumea școlii. Anatole France publica L'Île des pingouins⁠(fr)[traduceți] (1907) în al cărei capitol al VI-lea, intitulat „L’Affaire des quatre-vingt mille de  bottes de foin” („Afacerea celor optzeci de mii de căpițe de fân”), el relatează cazul. Au contribuit și alți autori, cum ar fi Roger Martin du Gard, Marcel Proust, Maurice Barrès sau mai recent și britanicul Robert Harris cu D. (2013).